# Växjö domkyrka

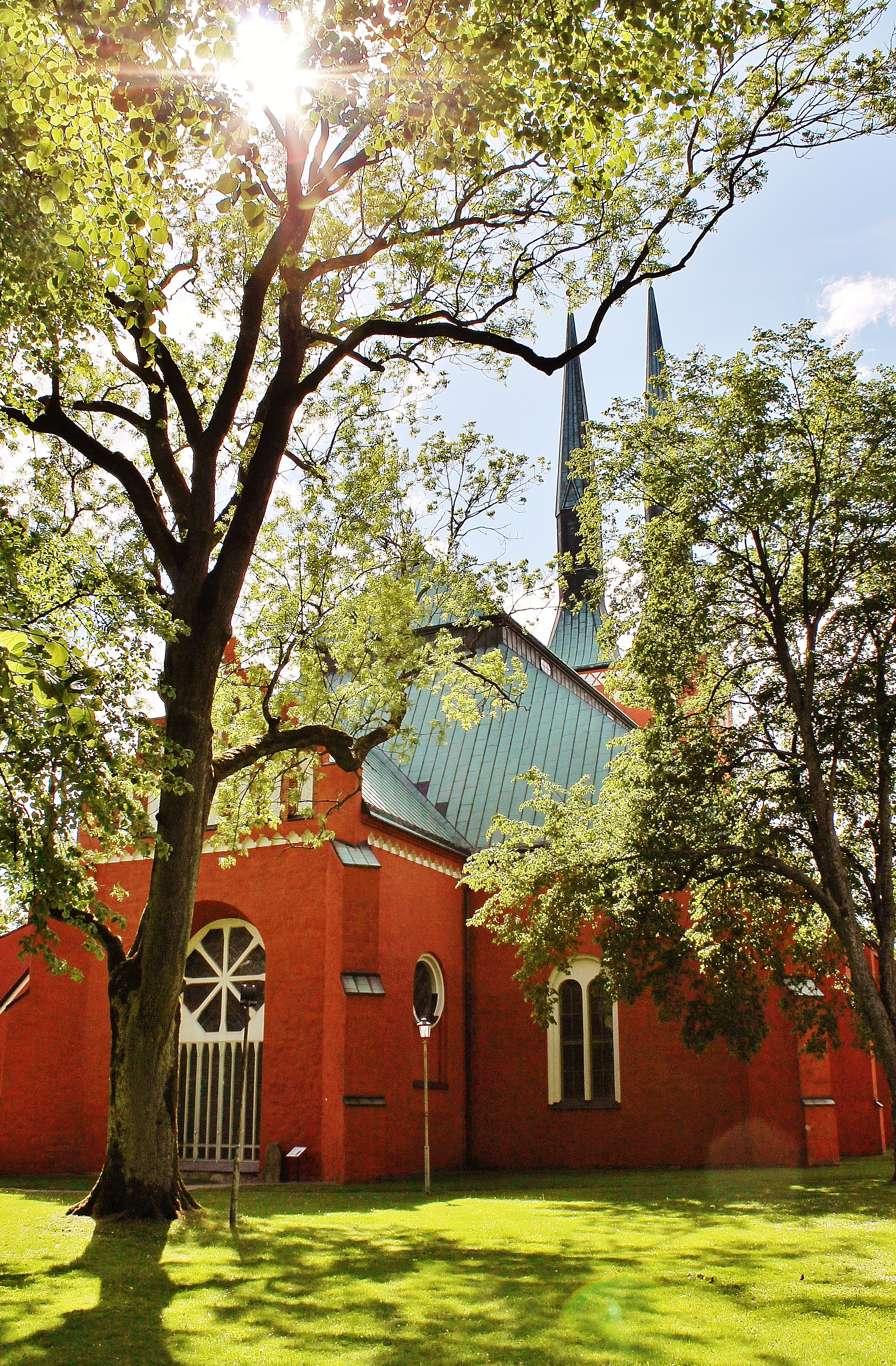
Domkyrkan från öster.

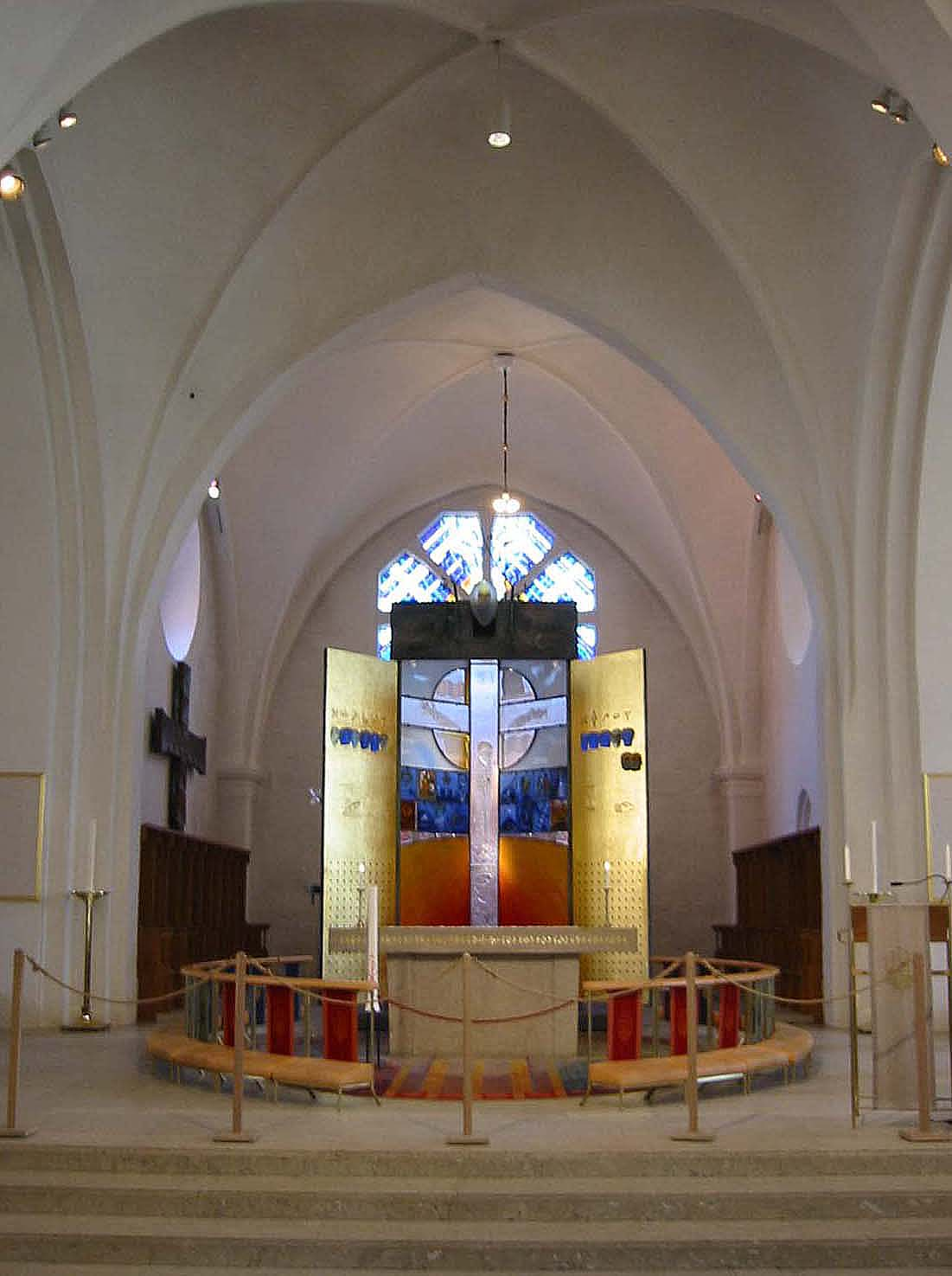
Interiör. Koret med altarskåpet Fiat Lux av Bertil Vallien.

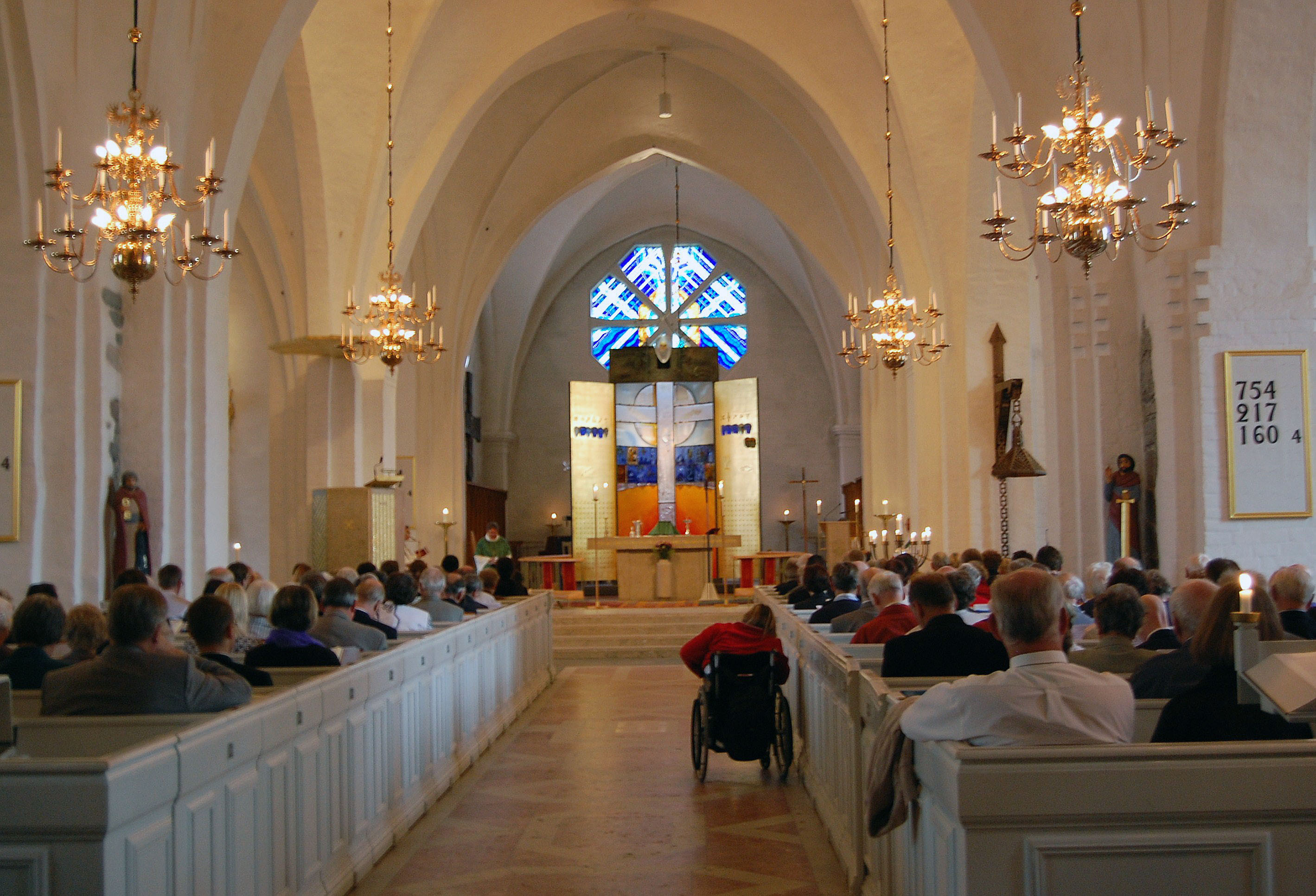
Högmässa i Växjö domkyrka.

Växjö domkyrka är en kyrkobyggnad nära Stortorget och Växjösjön i centrala Växjö. Den är domkyrka i Växjö stift och församlingskyrka i Växjö stads- och domkyrkoförsamling inom Svenska kyrkan.
Växjö domkyrka har medeltida ursprung, och grundlades enligt legenden av Sankt Sigfrid. Forskning visar dock att kyrkan började byggas mot slutet av 1100-talet, och uppfördes då i natursten som ett enskeppigt långhus i romansk stil, med ett kraftigt torn i väster. Platsen var ursprungligen en halvö, innan Växjösjön sänktes 1814.
Under 1400-talet omvandlades byggnaden till en hallkyrka med mittskepp och två sidoskepp. Nya inslag av gotisk arkitektur tillfördes, samtidigt som murtegel ersatte natursten som byggnadsmaterial. Efter en omfattande brand 1740 gavs kyrkan ett nyklassicistiskt uttryck. Exteriören har påverkats kraftigt av de stora renoveringar som gjordes under 1800- och 1900-talet. De två tornspirorna kännetecknar domkyrkan, och tillkom första gången på 1580-talet men är i sitt nuvarande utförande från 1960.
Växjö har varit biskopssäte sedan stiftet bröts ut ur Linköpings stift 1170, och kyrkan har haft status som domkyrka sedan den uppfördes. Både kyrkan och stiftet kopplas starkt till Sankt Sigfrid, vars relikskrin tidigare förvarades i kyrkan och vars grav ännu finns utmärkt i mitten av kyrkan.

## Byggnadshistoria

### Tidig medeltid
Kyrkan har rötter i tidig medeltid och legenden om Sankt Sigfrid är knuten till den äldsta Växjö domkyrka, som var biskopskyrka redan på 1100-talet. Hans helgonskrin (relikskrin) förvarades i kyrkan fram till 1600-talet, då det på biskoplig befallning förstördes.
Det kraftiga västtornet är kvar från den första domkyrkan, som byggdes i romansk stil. Detta torn kröntes med två tornspiror och har en motsvarighet i Rydaholms kyrka i Rydaholm, några mil nordväst om Växjö. Rydaholms kyrktorn är också ett kraftigt och brett torn som kröns med två tornspiror. Men tornet i Rydaholm är byggt i gråsten och Växjö domkyrka i tegel.
I den yttre korväggen hittades på 1800-talet en inmurad runsten, Tyke Vikings sten. Den står nu utanför väggen (se bild nedan).

### 1276–1740
Kyrkan brann (brändes ner) första gången 1276 och den tidigare kyrkan ersattes av en större, möjligen i gotisk stil (valven inne i kyrkan är spetsbågiga, vilket dock förekommer även i romanska kyrkor omväxlande med rundbågiga valv, till exempel i Lunds domkyrka).
År 1585–1740 hade domkyrkan ett högt valmat tak och två tornspiror, efter smärre förändringar i renässansstil, sedan kyrkan bränts ner av danskarna år 1570 under Nordiska sjuårskriget. För ekonomin och insamlingen av medel till återuppbyggandet av domkyrkan stod Jöns Olsson (Baaz), tidigare en av stiftets kyrkoherdar i Gårdsby församling, i Norrvidinge härad, i närheten av Rottne norr om Växjö och möjligen tidigare dekan i Växjö. Han är den förste kände av senare flera kända medlemmar i släkten Baaz (Baazius).
Det utseende kyrkan hade efter år 1585 återfinns i Suecia Antiqua et Hodierna. 29 maj 1740 skadades dock tornet och kyrkan svårt av en eldsvåda efter ett åsknedslag och fick återuppbyggas igen.

### Restaureringar under 1800-talet
1849–1852 genomgick kyrkan en stor ombyggnad efter ritningar av arkitekten Carl Georg Brunius då exteriören radikalt förändrades. Tornet fick fyra trappstegsgavlar och kyrkans sidoskepp vinkelrätt mot längdriktningen fick flera trappstegsgavlar över varje fönster. Kyrkan försågs också med ett lågt tak över kyrkans valv. Gavlarna var utsmyckade med nygotiska abstrakta reliefer, olika för varje gavel över sidoskeppet. Tornurets urtavlor var placerade högst upp på tornets gavlar och tornet saknade tornspira. 1898 genomgick kyrkan en mindre restaurering, som inte ändrade kyrkans utseende.

### Restaureringen 1958–1960
En genomgripande restaurering gjordes av kyrkan 1958–1960 av Kurt von Schmalensee. Då återfick kyrkan sina dubbla spiror och ett högt valmat tak som kyrkan hade haft 1585–1740. I och med det slopades gavlarna från 1800-talet, men bland annat den gamla blinderingen högst upp på tornet under tornhuvarna bibehölls. Även interiören omgestaltades med nytt altare, altarkors, predikstol och dopfunt samt glasmålningar i koret. Kyrkbänkarna ersattes av lös stolsinredning.

### Restaureringen 1995
En inre restaurering ledd av arkitekt Mats Edström  utfördes under första halvåret 1995. Det som främst utmärker interiören är att den tidigare stolsinredningen ersattes med kyrkbänkar. Vid pelarna i bänkkvarteren står apostlarna  Petrus  och Paulus   skulpterade i trä av konstnären Eva Spångberg.
Hon har även snidat Mariabilden  som tronar i en nisch i norra korsarmen. 
Koret fick ny gestaltning. Det stora altarkorset placerades på norra korväggen. I väntan på den nya altaruppsatsen i glas som blev färdig 2002  lånades Tolgs kyrkas medeltida altarskåp. Bakom altaruppsatsen är ett mindre kapell iordningställt.
I tornet inreddes en samlingssal med namnet ”Homiliasalen”. Dessutom tillkom en ny skrudkammare.

## Utsmyckningar och inventarier
Utsmyckningar, främst glasmålningar, gjordes under restaureringen 1958-1960 av konstnärerna Bo Beskow, Erik Höglund, E. Lundqvist och Jan Brazda.
Altaret, predikstolen och dopfunten skapades av Jan Brazda 1960. Altarmattan som ligger runt altaret är skapad av Ulla Gowenius 1995 och vävd hos Märta Måås-Fjetterström AB. Altarskåpet Fiat Lux "Från mörker till ljus" är gjort av Bertil Vallien och invigdes år 2002.
I norra sidoskeppet finns en målning över nattvardens instiftande, som utfördes av Georg Engelhard Schröder efter kyrkobranden 1740 och ursprungligen var kyrkans altartavla med placering i koret ovanför högaltaret. 

### Stilvariation
De flerfaldiga omdaningarna och utsmyckningarna från olika tider har medfört att kyrkan uppvisar en betydande variation av stilar.

### Kyrkklockor
I domkyrkans torn hänger fem kyrkklockor och ett klockspel. Klockornas toner, från den största till den minsta är: ciss1-e1-f1-giss1-h1. Storklockan (klocka 1) är ursprungligen gjuten 1746 av klockgjutare Andreas Wetterholtz i Malmö, men är omgjuten flera gånger efter det. Klockan blev senast omgjuten år 1791 av Jonas Magnus Fries i Jönköping. Johannes döparens klocka (klocka 2) är gjuten 1959 av Bergholtz klockgjuteri. Gamla mellanklockan (klocka 3) är gjuten år 1746 även den av Andreas Wetterholtz. Sankt Sigfrids klocka (klocka 4) är också gjuten år 1959 av Bergholtz klockgjuteri. Lillklockan (klocka 5) skänktes ursprungligen till domkyrkan år 1752. Den är omgjuten år 1855 av Carl August Norling i Jönköping. Klockspelet göts 1961 av Bergholtz klockgjuteri och är bestående av 27 klockor. Att just Wetterholtz var klockgjutaren med året 1746 är för att han uppförde ett s. k. gjuthus på norra sidan av kyrkan en bit från kyrkomuren med klockgrop just 1746 och hade uppdraget att gjuta nya för att ersätta de förstörda klockorna vid branden 29 maj 1740.

## Domkyrkans orglar

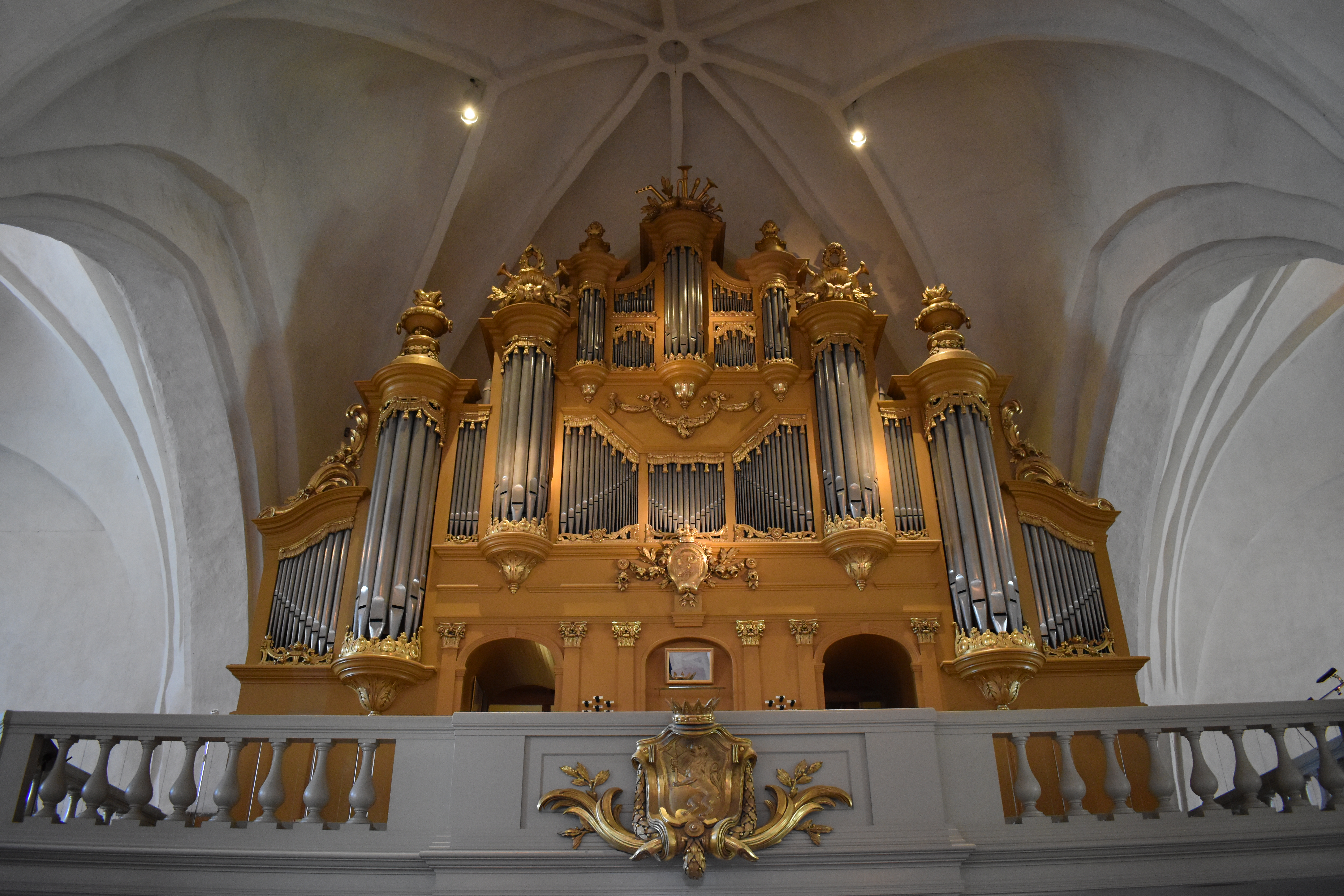
Läktarorgeln med gustaviansk fasad.

- Växjö domkyrka fick troligen sin första orgel 1577, sannolikt tillverkad i Danmark. Denna användes till 1691.
- En ny, större orgel med 27 stämmor byggdes 1691 av Hans Henrich Cahman. Denna förstördes vid branden 29 maj 1740.
- En ny orgel med fasad påbörjades 1774 av Lars Wahlberg och efter dennes död 1776 fullbordades arbetet 1779 av Olof Schwan, Stockholm. Orgeln hade 33 stämmor. Fasaden är gustaviansk och står än idag kvar. 1887 sålde man delar av orgeln till Slätthögs kyrka
- 1885 byggdes en ny orgel av Åkerman & Lund, Stockholm med 31 stämmor.
- 1940 byggdes en ny elektropneumatisk orgel av Marcussen & Sön, Danmark. Ett antal stämmor från Åkerman & Lund-orgeln följde med i den nya orgeln.
- Den nuvarande orgeln byggdes 2002 av tre orgelbyggerier: Grönlunds Orgelbyggeri, Ålems Orgelverkstad och Bergenblad & Jonsson Orgelbyggeri. Orgeln är en rekonstruktion av den orgeln, av Lars Wahlberg/Olof Schwan 1779, som fasaden ursprungligen byggdes till.

| Huvudverk I          | Öververk II        | Pedal          |
| Quintadena 16'       | Gedackt 8'         | Untersatz 16'  |
| Principal 8' (fasad) | Quintadena 8'      | Principal 8'   |
| Flagfleut 8'         | Principal 4'       | Gedackt 8'     |
| Viola di Gamba 8'    | Kortfleut 4'       | Quinta 6'      |
| Octava 4'            | Quinta 3'          | Octava 4'      |
| Flûte travers. 4'    | Octava 2'          | Quinta 3'      |
| Spetsfleut 4'        | Scharff 3 chor     | Blockfleut 1'  |
| Quinta 3'            | Trompette 8'       | Scharff 3 chor |
| Octava 2'            | Trompette 4' bas   | Basun 16'      |
| Scharff 3 chor       | Vox Humana 8' disk | Trompette 8'   |
| Trompette 16'        |                    | Trompette 4'   |
| Trompette 8'         |                    |                |

### Norra kororgeln

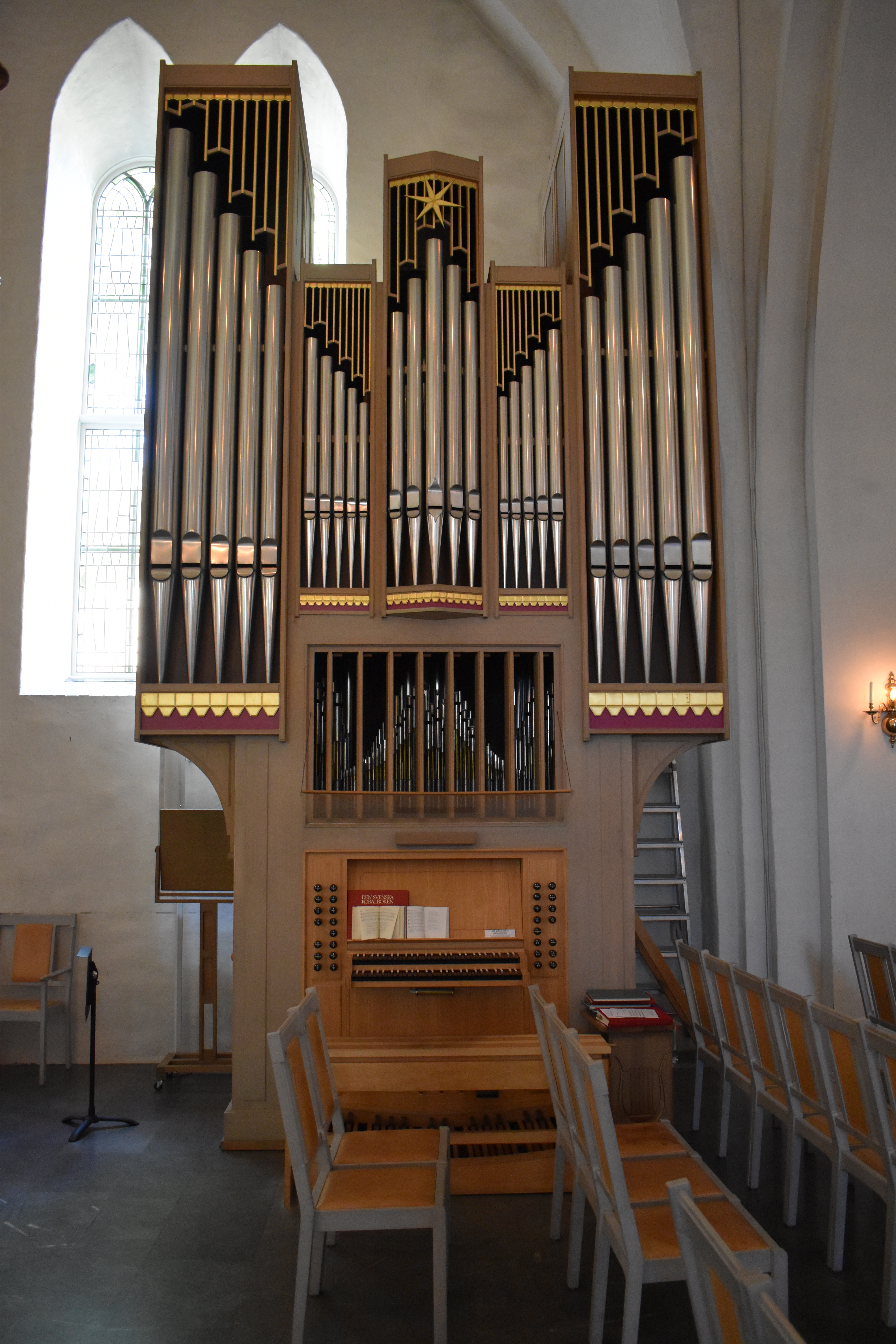
Orgeln i norra sidoskeppet.

Kororgeln i norra sidoskeppet är byggd 1984 av Ingvar Johansson och Co, Västbo Orgelbyggeri, Långaryd. Orgeln är mekanisk, har ny fasad och cymbelstjärna.
| Huvudverk I   | Bröstverk II   | Pedal            | Koppel |
| Principal 8´  | Trägedackt 8´  | Subbas 16´       | I/P    |
| Rörgedackt 8´ | Vox retusa 8´  | Oktavbas 8´      | II/P   |
| Oktava 4´     | Rörflöjt 4´    | Gedacktbas 8´    | II/I   |
| Spetsflöjt 4´ | Principal 2'   | Gedacktpommer 4´ |        |
| Kvinta 2 2/3' | Blockflöjt 2'  | Nachthorn 2´     |        |
| Oktava 2'     | Ters 1 3/5'    | Fagott 16'       |        |
| Ters 1 3/5'   | Nasat 1 1/3'   |                  |        |
| Mixtur 3-4 ch | Cymbel 2 ch    |                  |        |
| Trumpet 8'    | Rörskalmeja 8' |                  |        |
| Tremulant     | Tremulant      |                  |        |

### Altarorgel
Orgelpositivet i koret med 5 stämmor, har byggts 1957 av Marcussen & Son, Danmark. Orgeln är mekanisk och flyttbar.
| Manual        |
| Gedackt 8´    |
| Rörflöjt 8'   |
| Principal 2'  |
| Blockflöjt 2' |
| Oktava 1'     |

### Sidoskeppet
Orgeln i södra sidoskeppet är till huvuddelen byggd av stämmor hämtade från en tidigare läktarorgel. Arbetet är utfört av Ålem orgelverkstad tillsammans med Bergenbladh & Jonsson, Nye. Orgeln har 19 stämmor 2 manualer och pedal.

## Diskografi
- Musik från Växjö domkyrka. LP. Domkyrkan i Växjö DKVLP 79-1-AB. 1979.

## Verksamhet
Domprost är Thomas Wärfman, och  domkyrkoorganist Sten-Inge Petersson.

## Bilder

### Exteriör

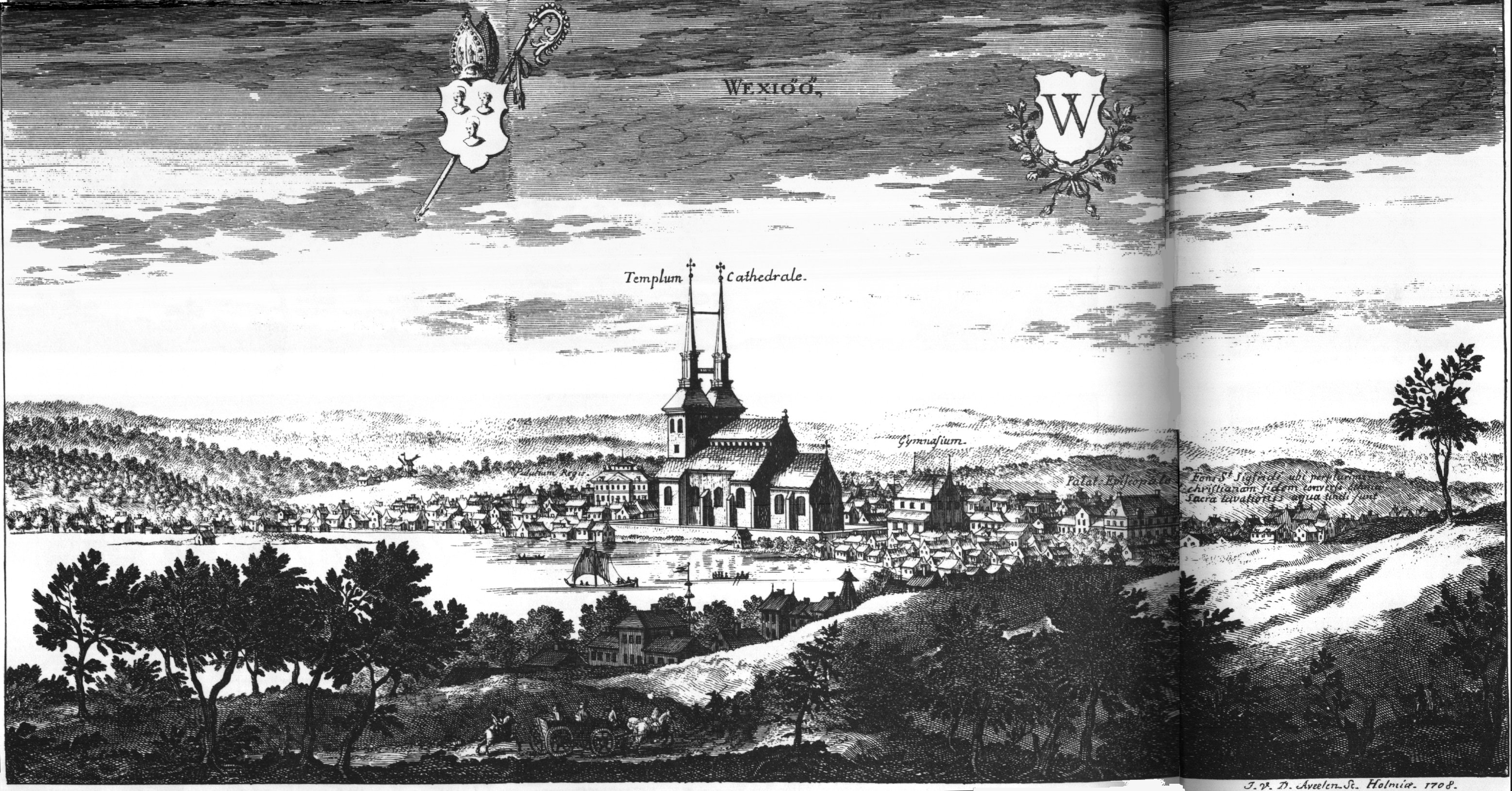
Växjö med domkyrkan i slutet av 1600-talet i Suecia Antiqua et Hodierna.
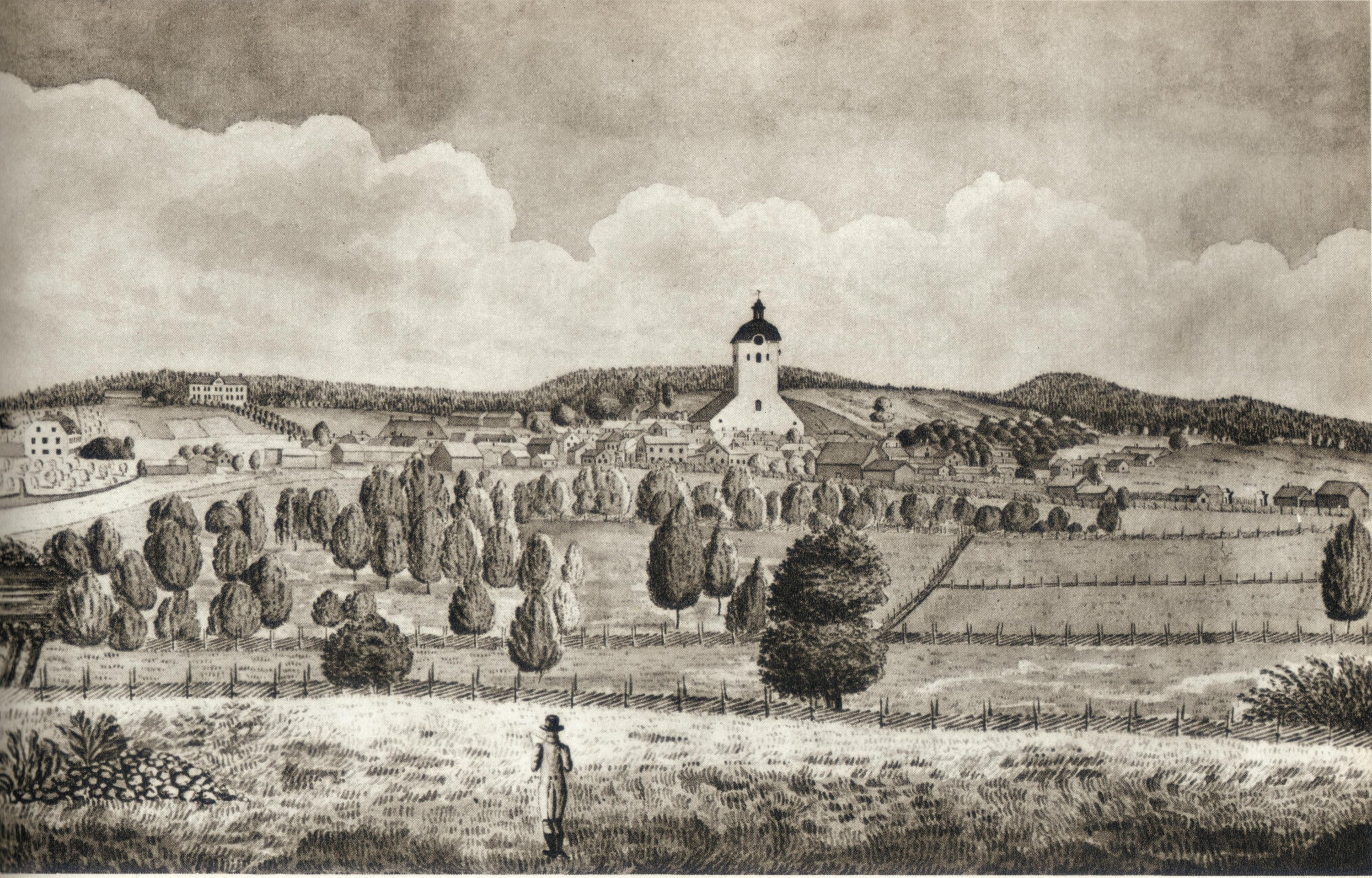
Domkyrkan 1802.
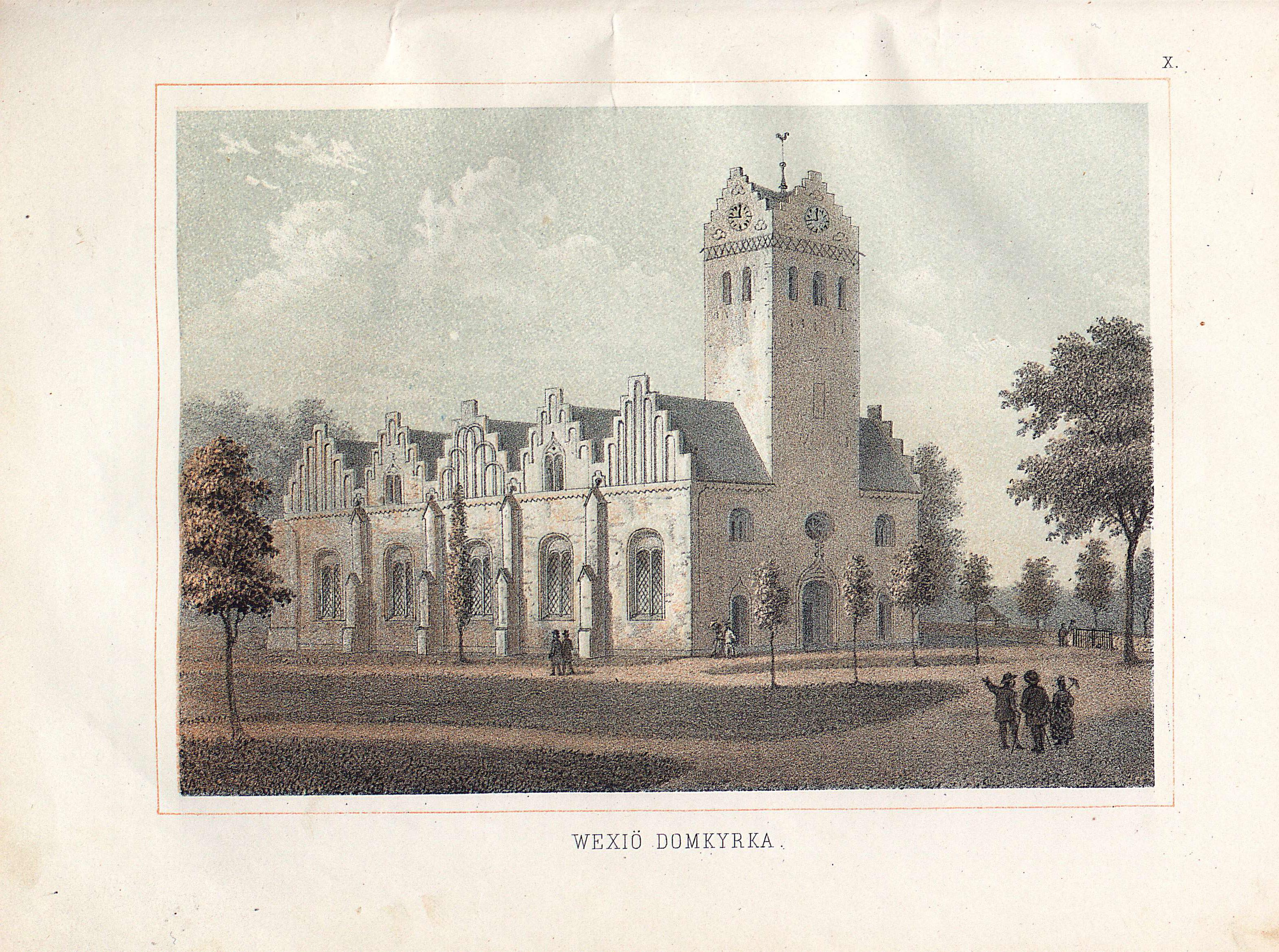
Färglitografi 1874.
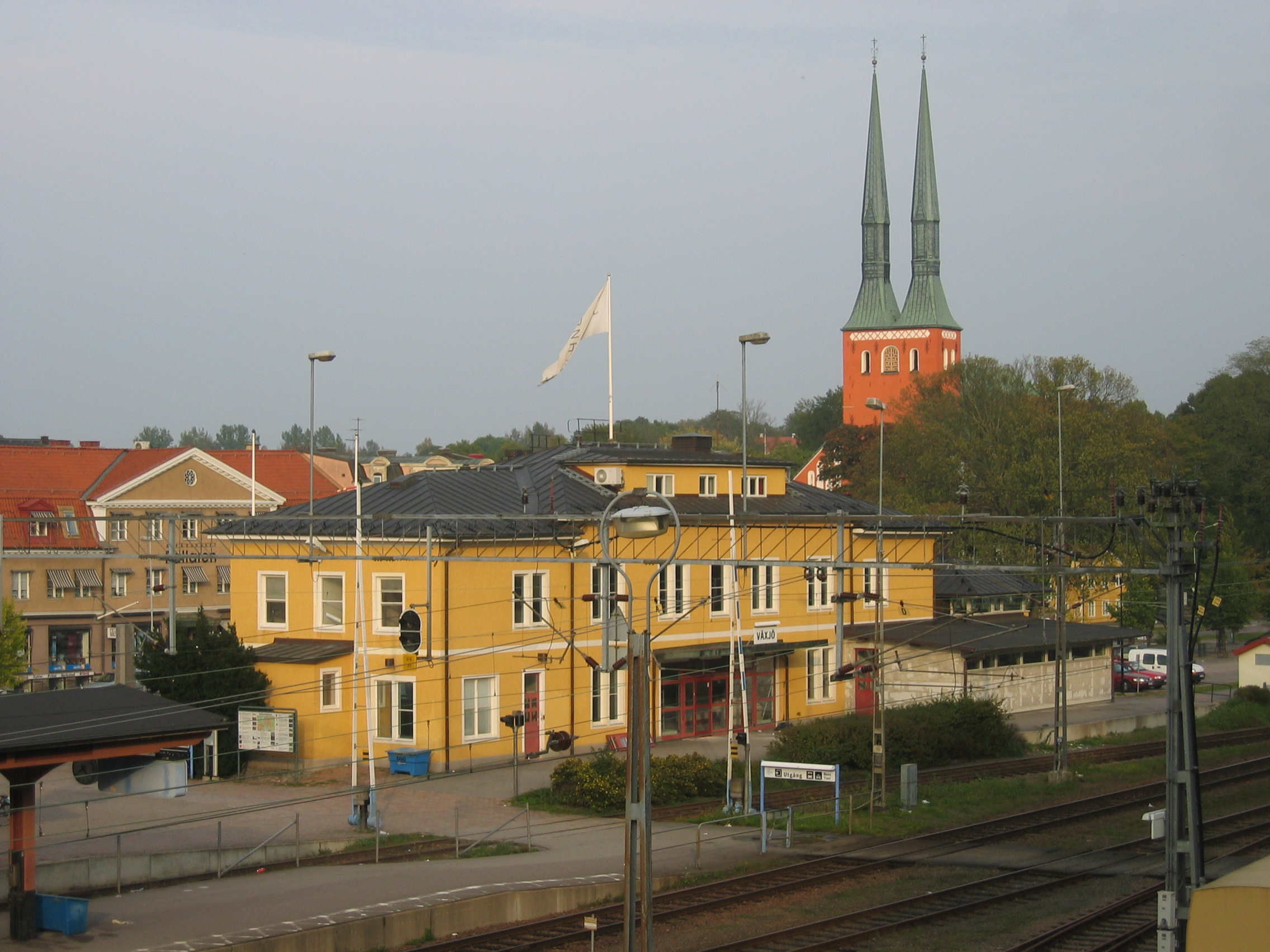
Järnvägsstationen och domkyrkotornen från sydväst.
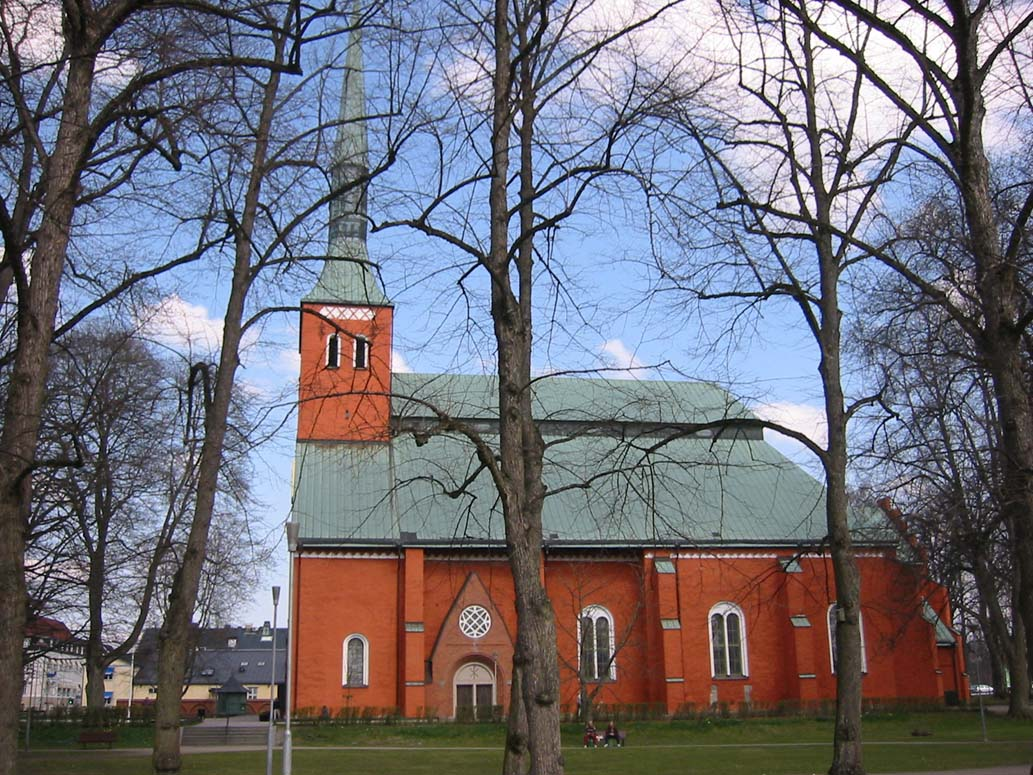
Domkyrkan från Linnéparken.
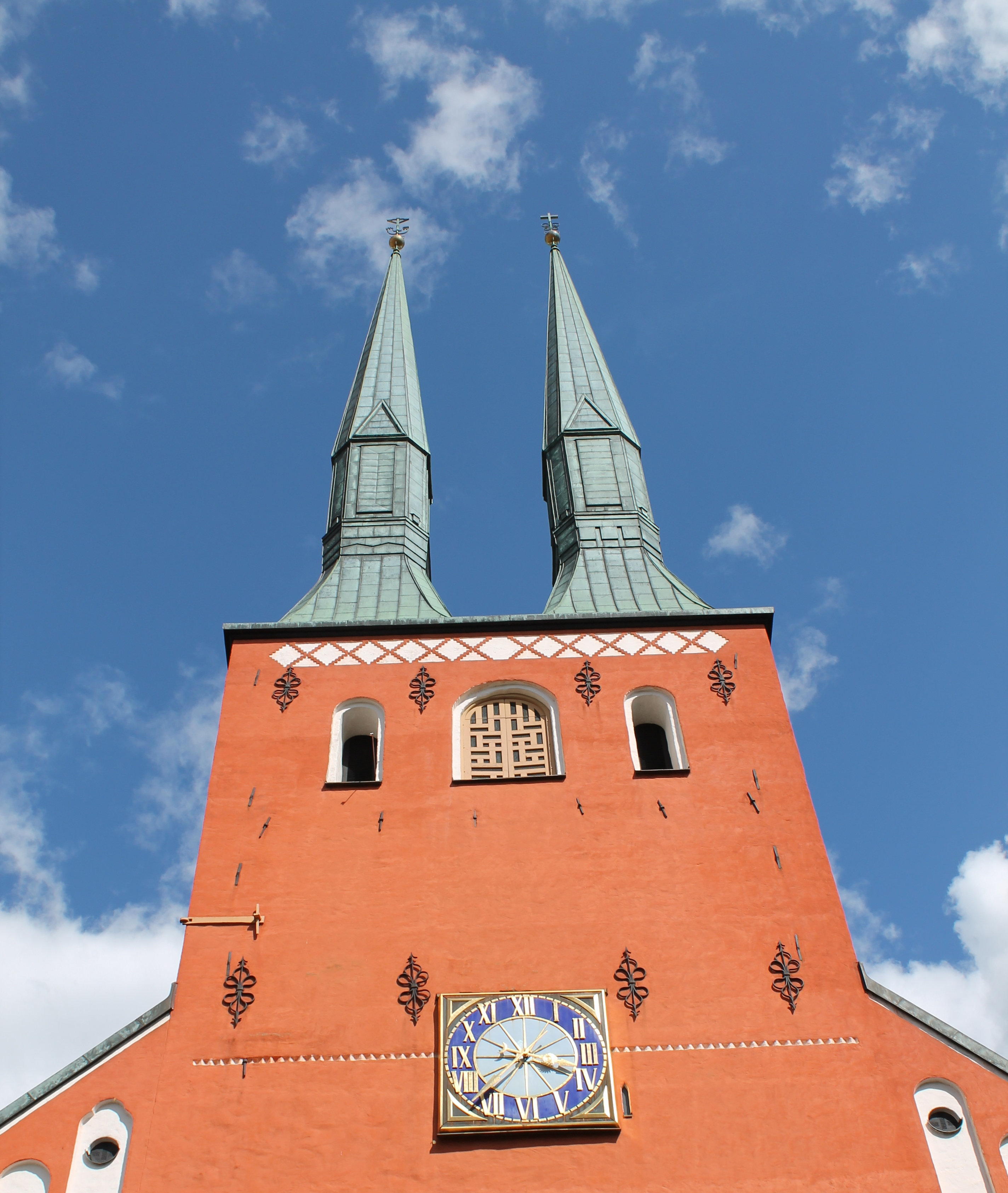
Tornbyggnaden med tornur.
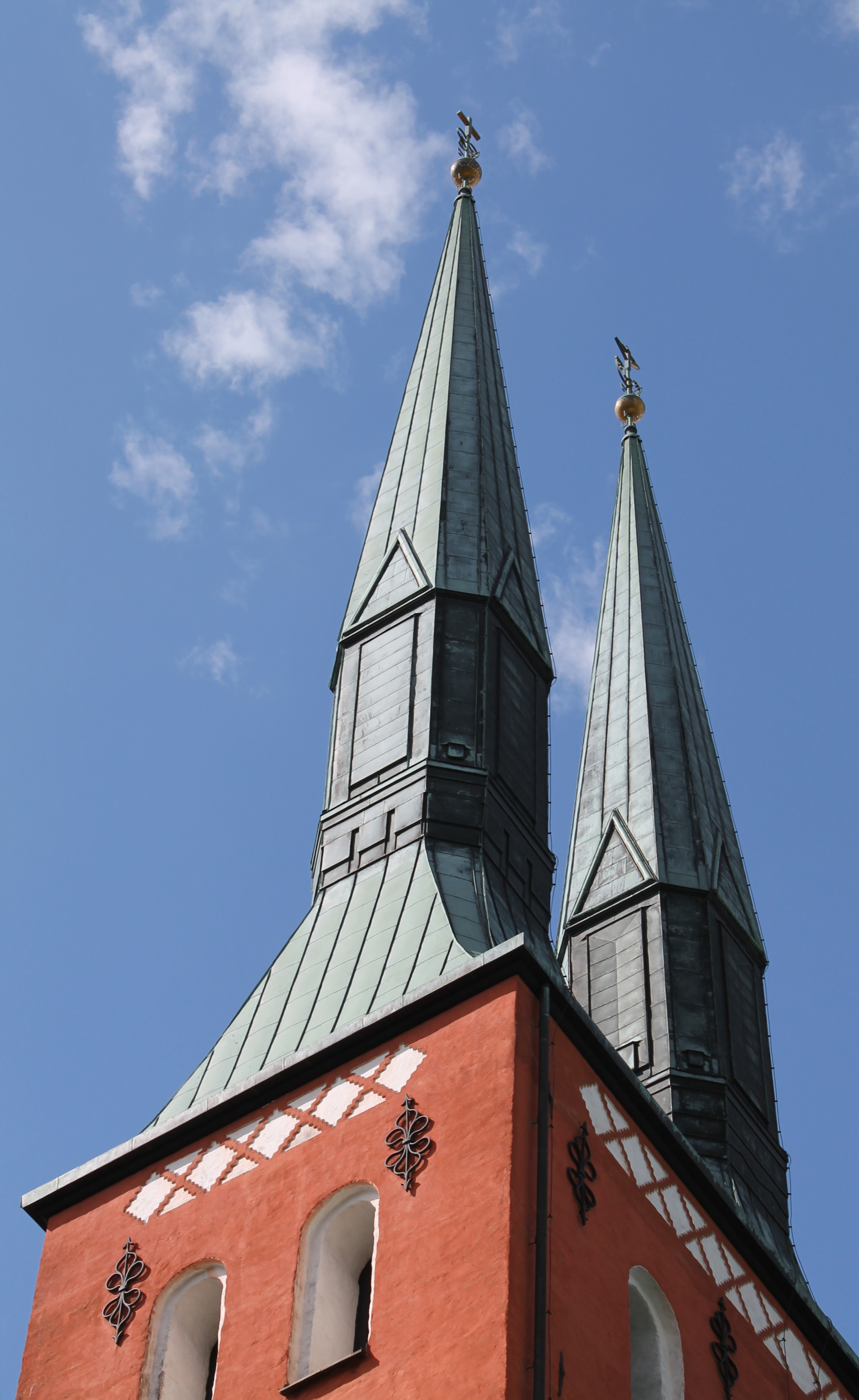
Tornspirorna som tillkom vid restaureringen 1958-1960.
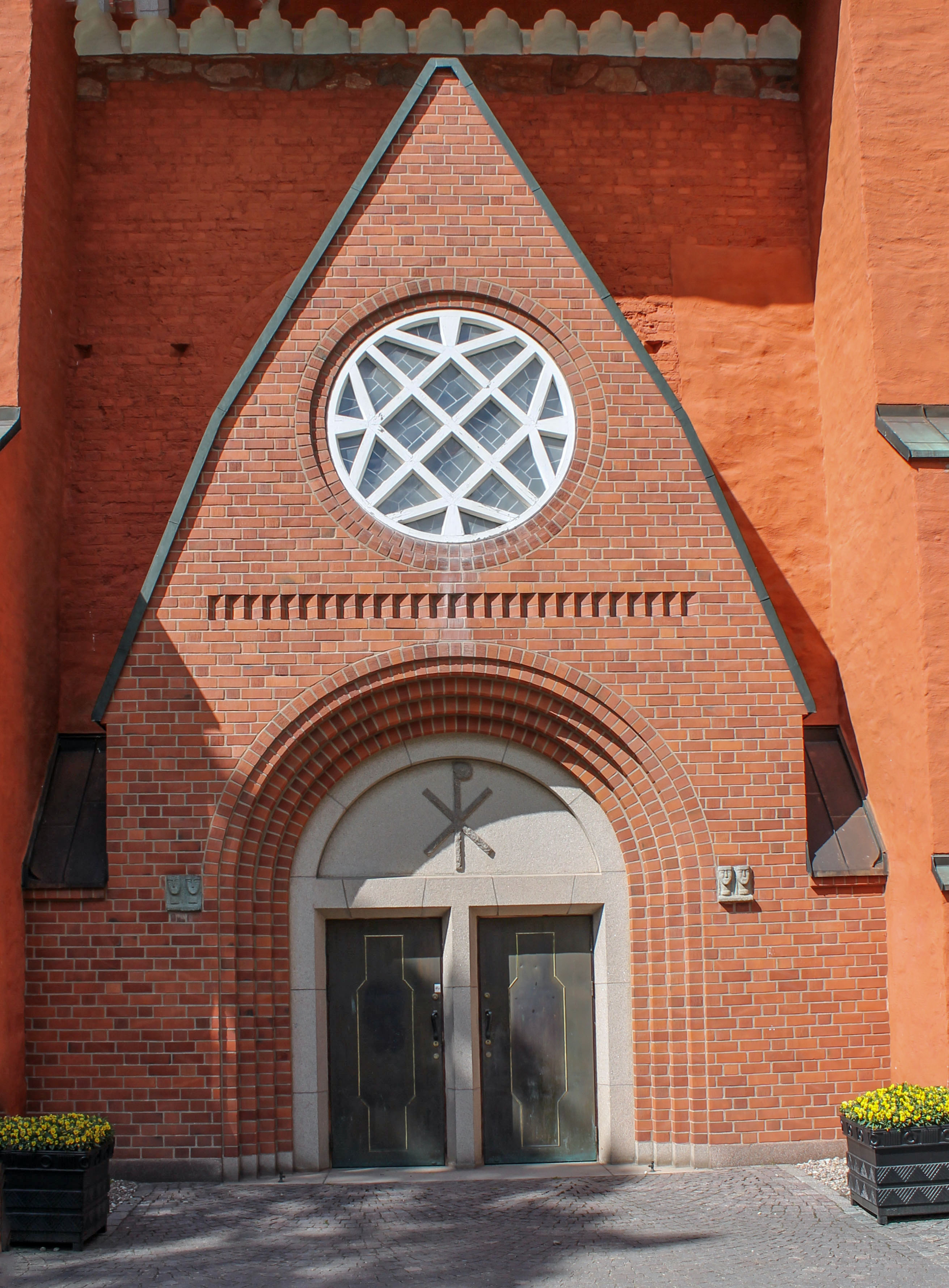
Sydportalen.
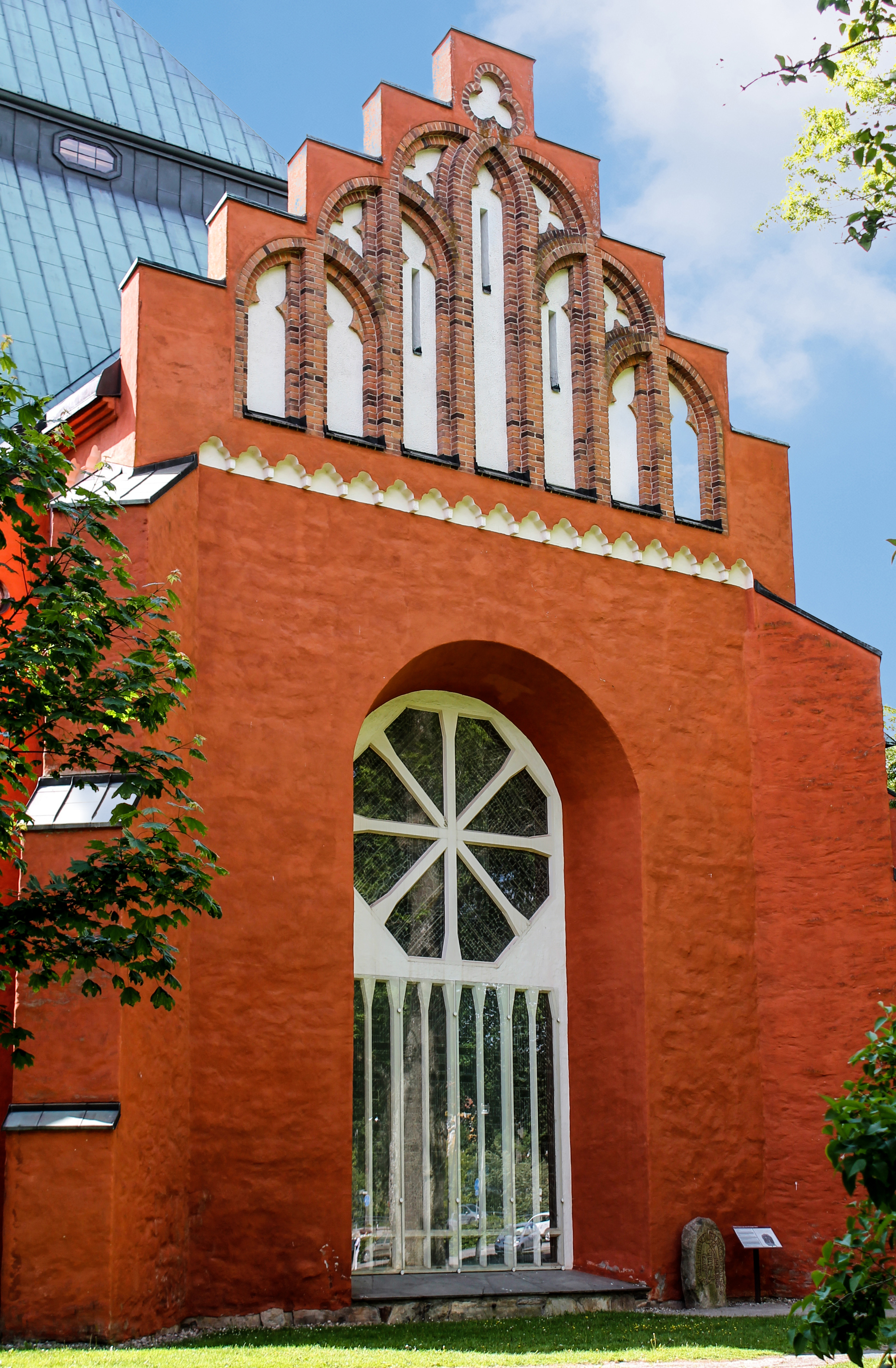
Koret med trappgavel.
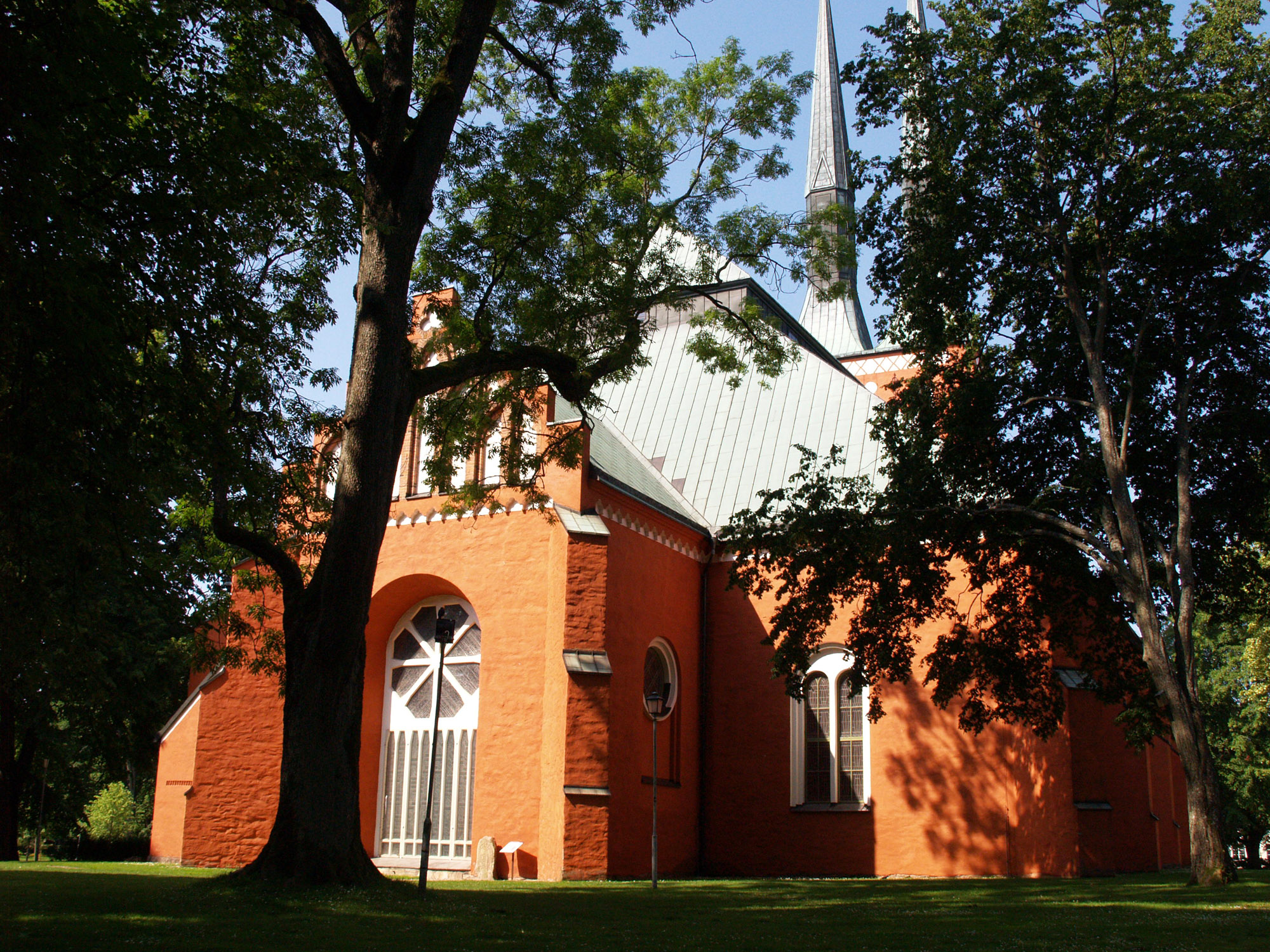
Domkyrkan från öster.
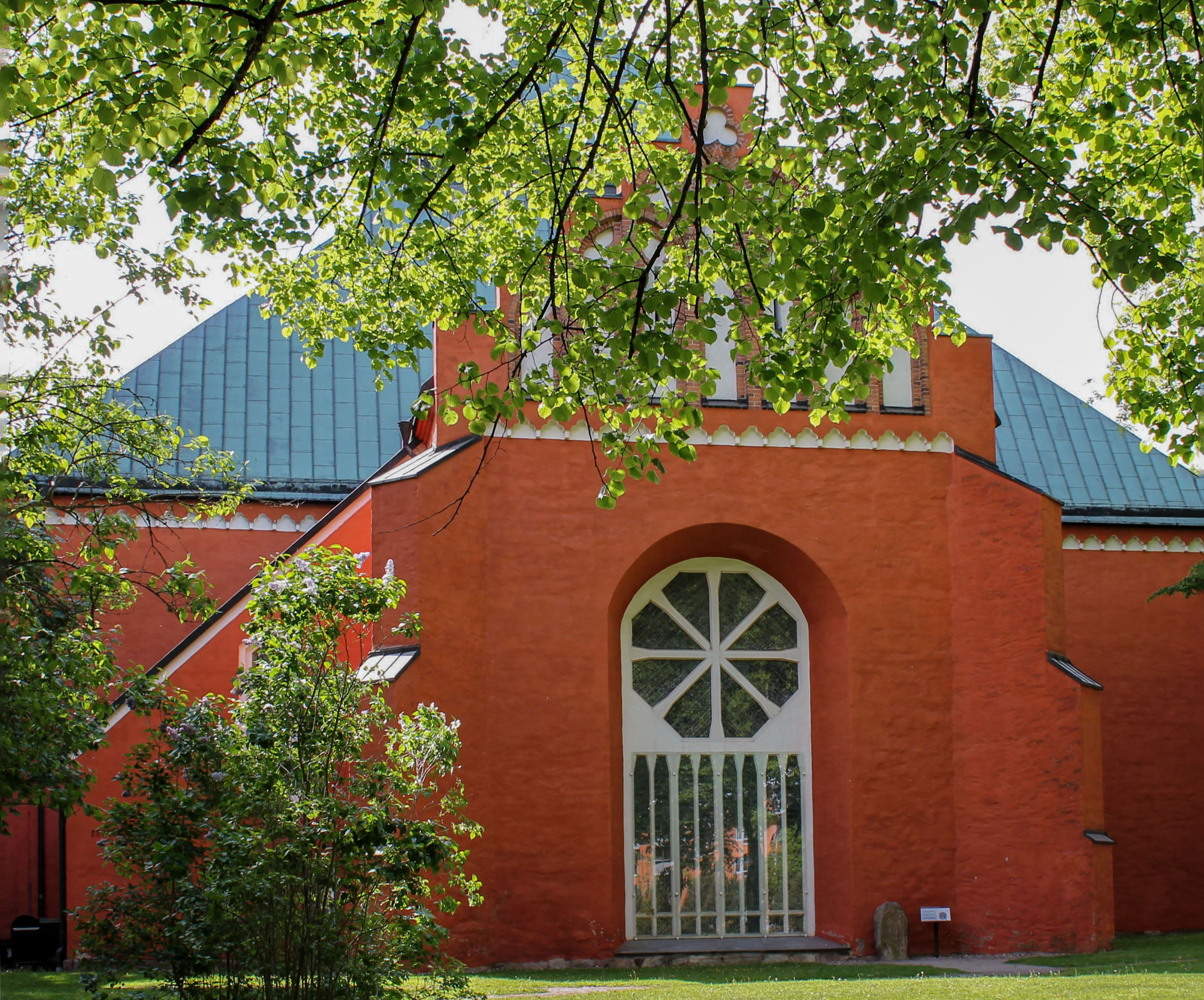
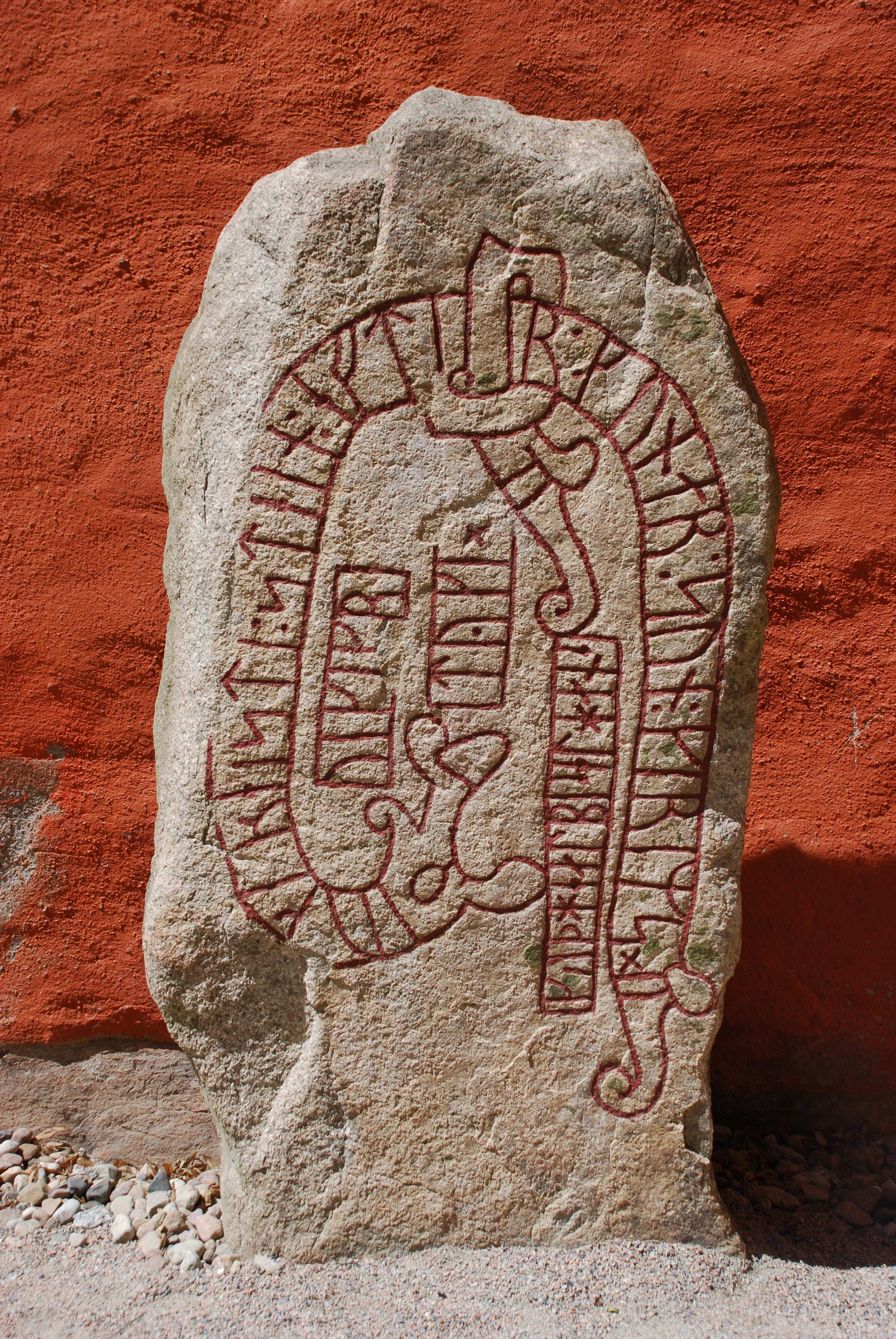
En runsten vid domkyrkans korvägg, Tyke Vikings sten. Den var tidigare inmurad i korväggen.

### Interiör

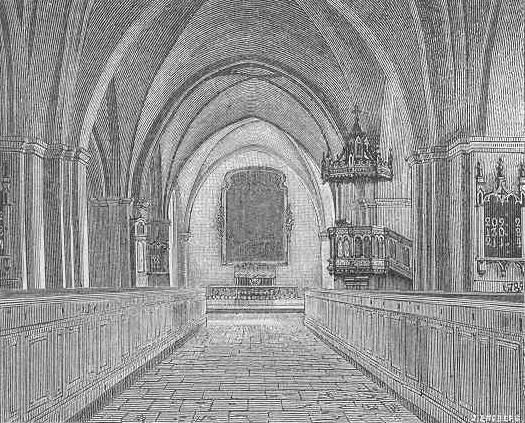
Interiörbild från Växjö domkyrka på 1880-talet.
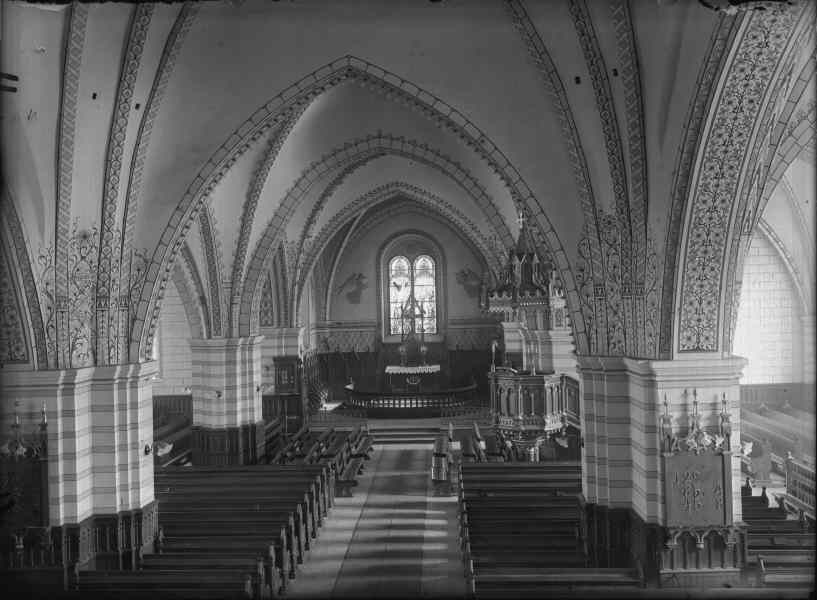
Domkyrkans interiör 1900.
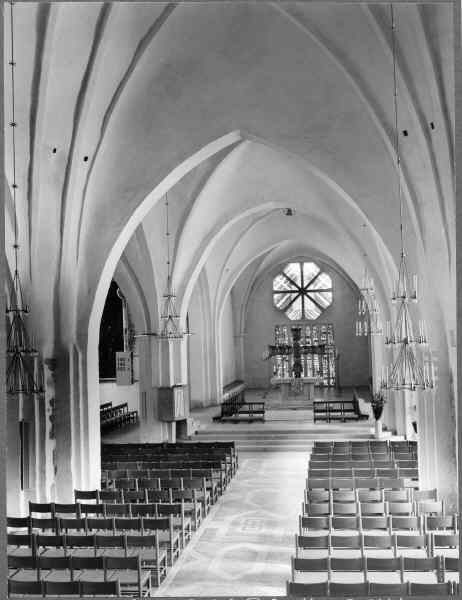
Interiör efter restaureringen 1958-60.
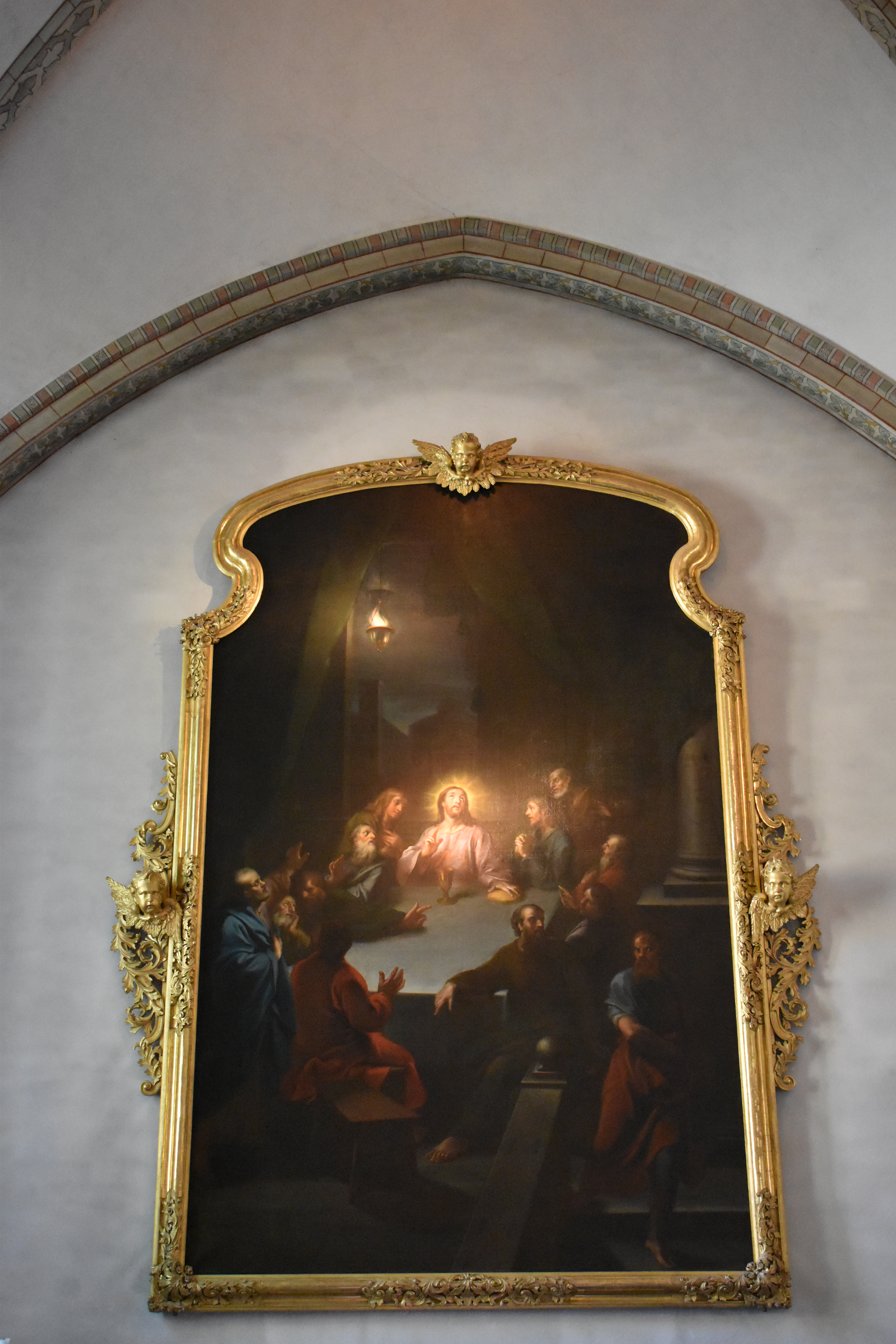
Domkyrkans tidigare altartavla: Nattvardens instiftelse ,utförd av Georg Engelhard Schröder.
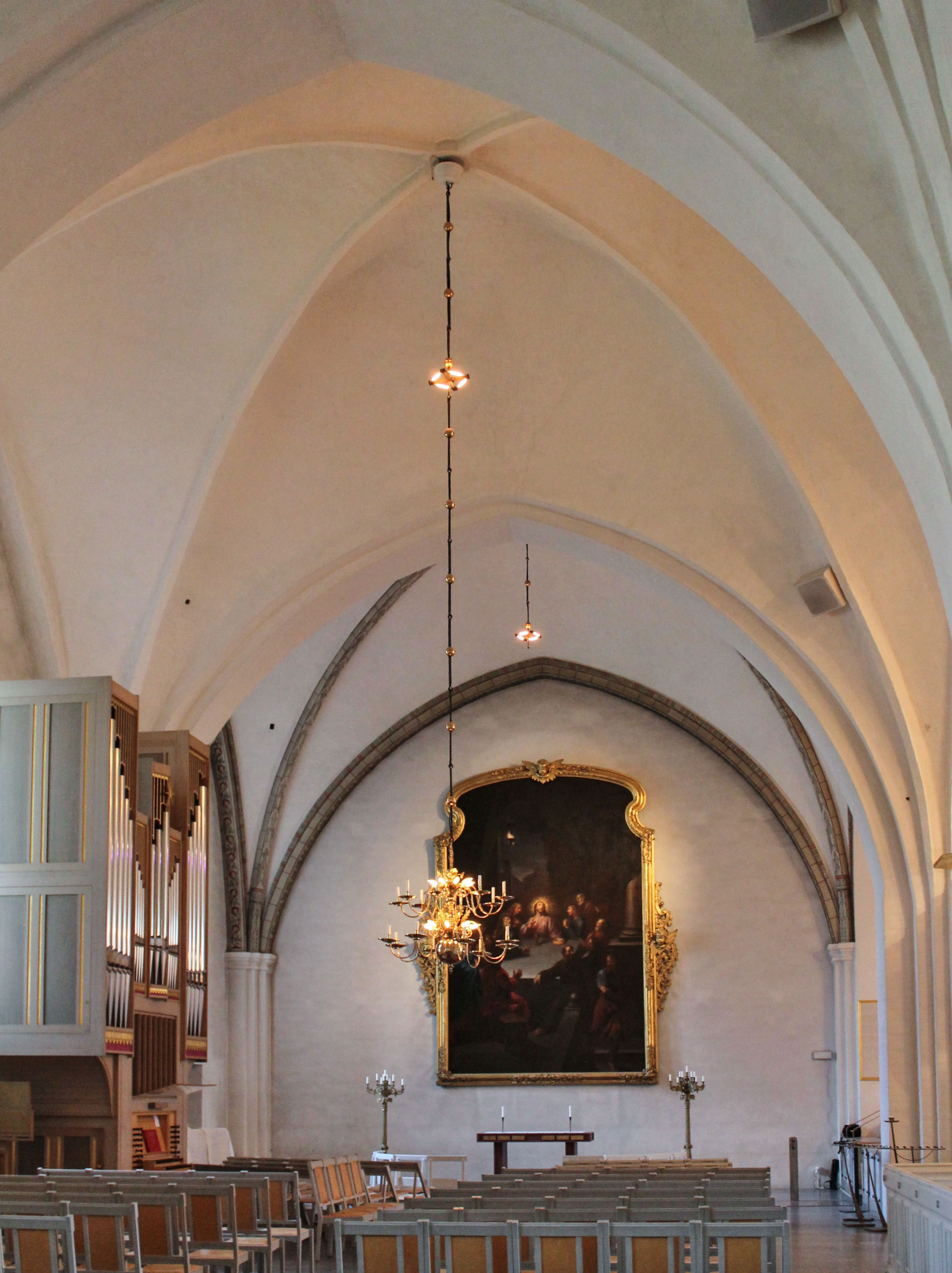
Norra sidoskeppet.
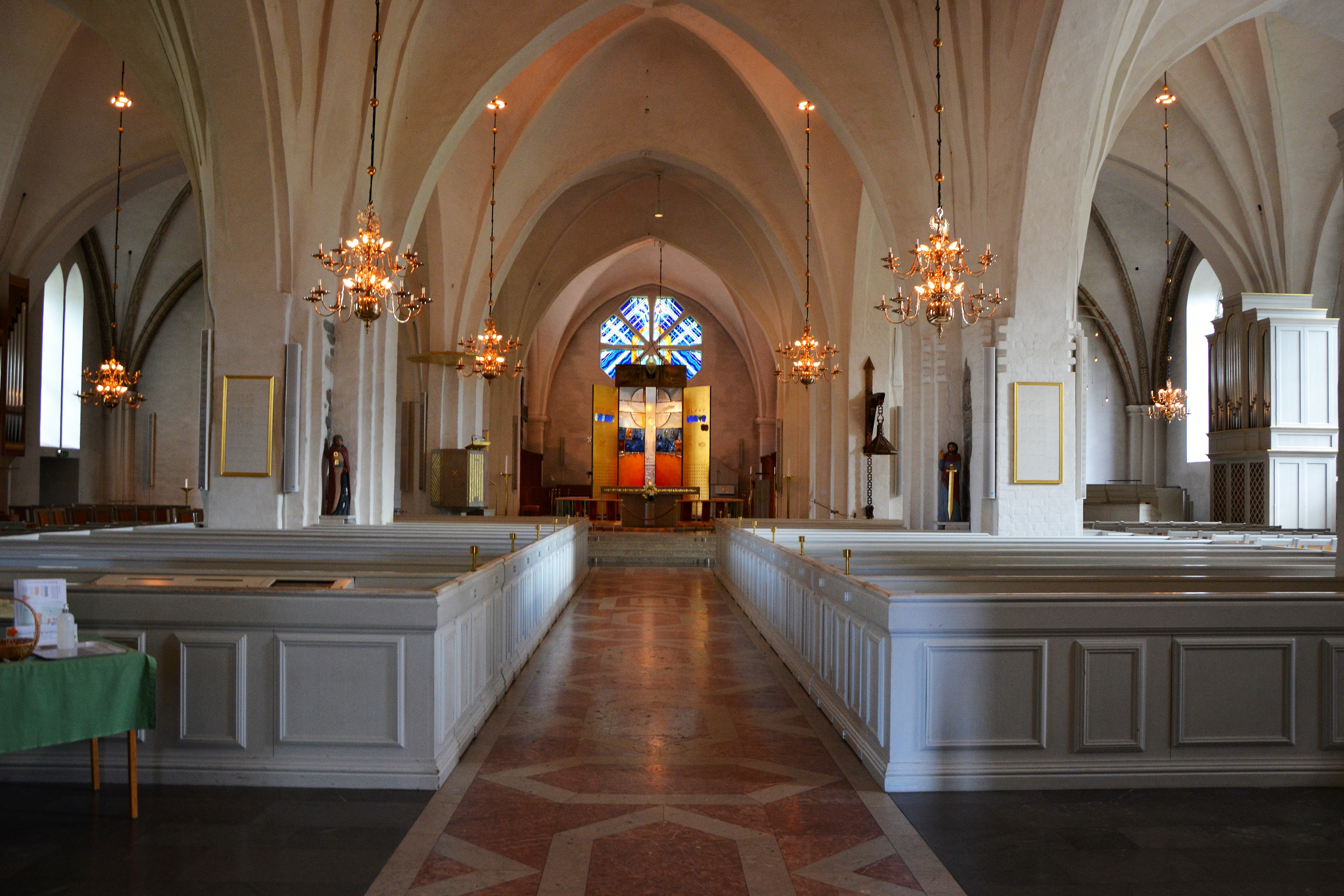
Mittskeppet.
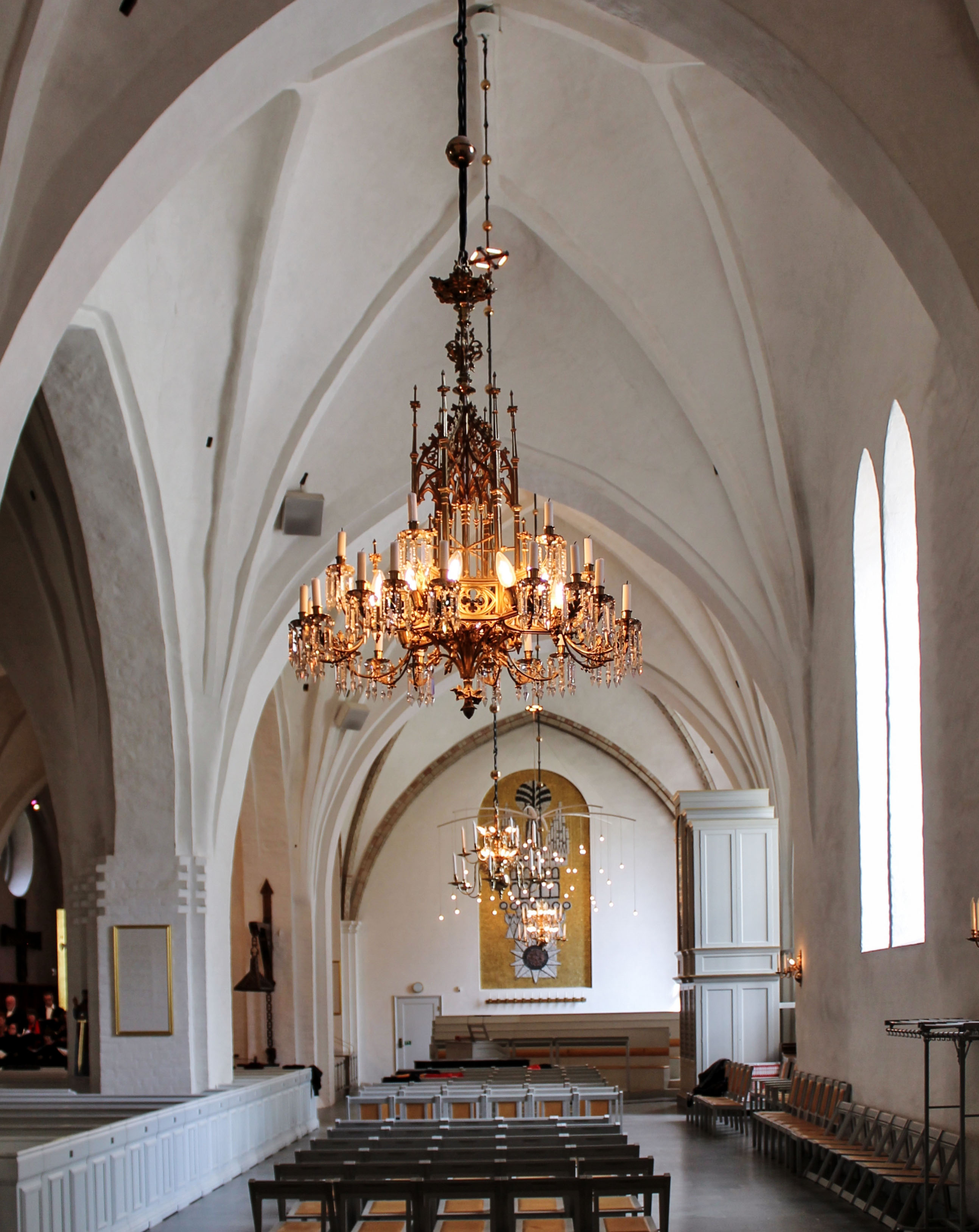
Södra sidoskeppet.
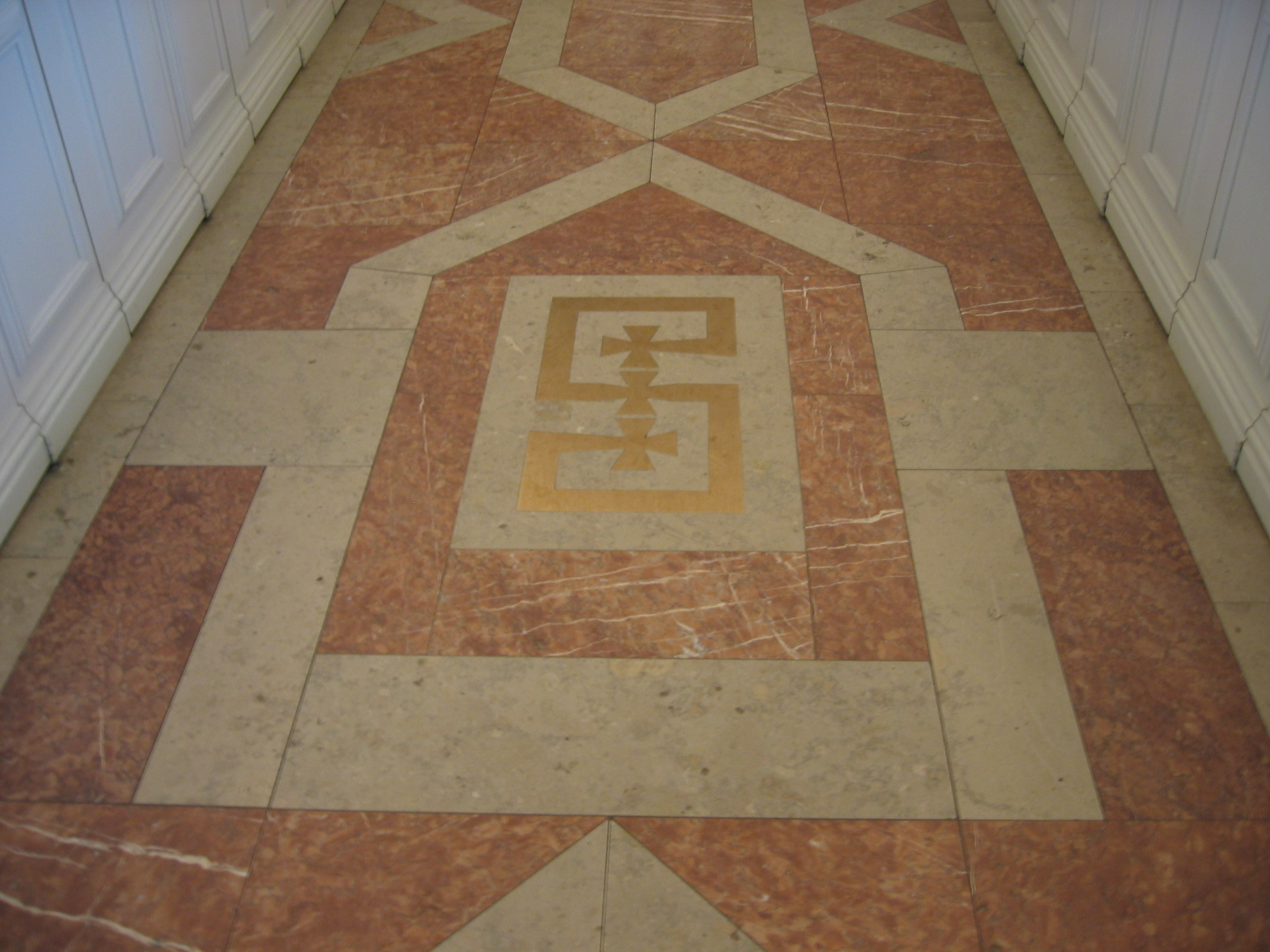
I golvet finns ett bronsmonogram för martyrerna Unaman, Sunaman och Vinaman, Sankt Sigfrids systersöner. De är också förebild för Växjö stifts vapenbild.
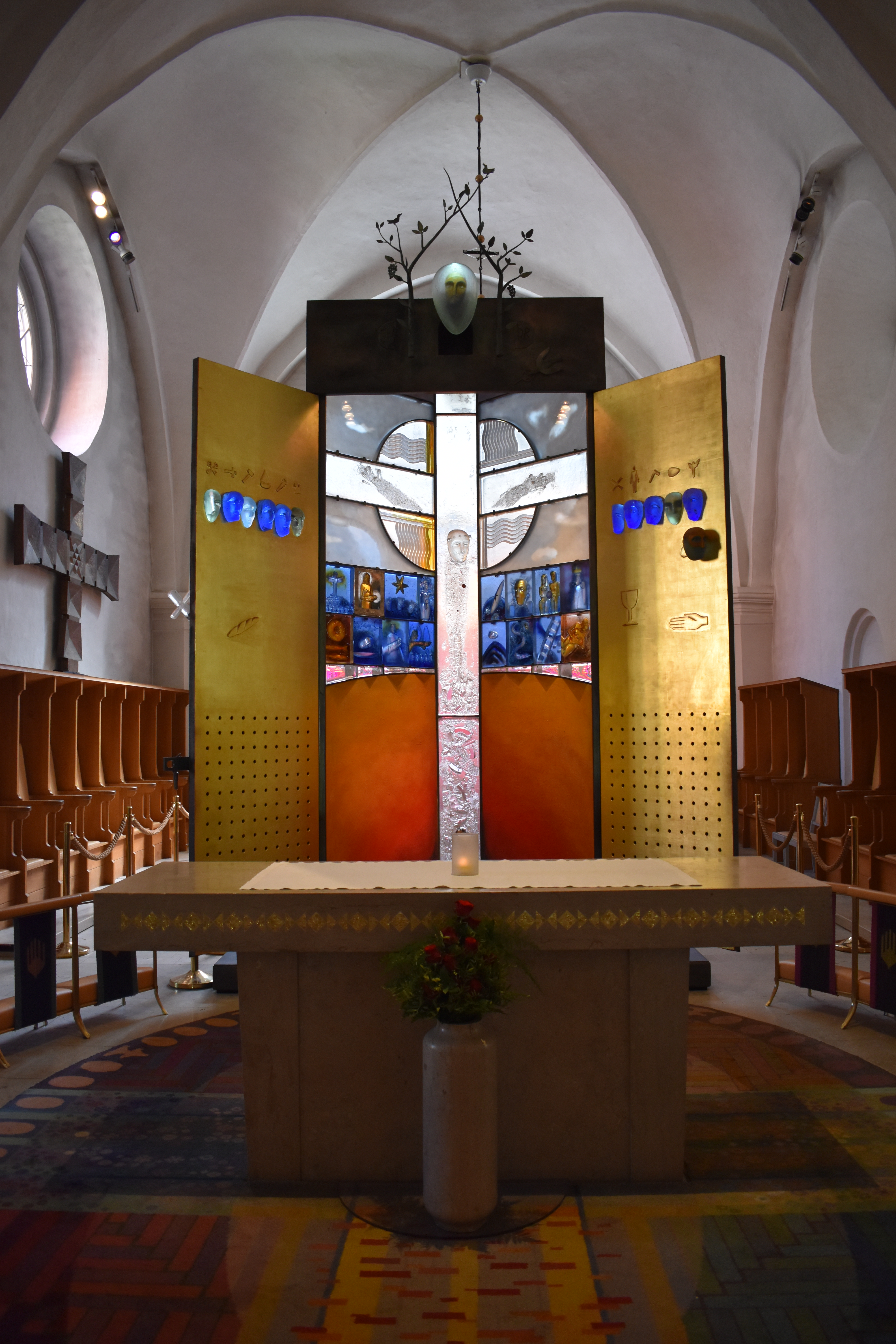
Altarskåpet Fiat Lux utfört av Bertil Vallien.
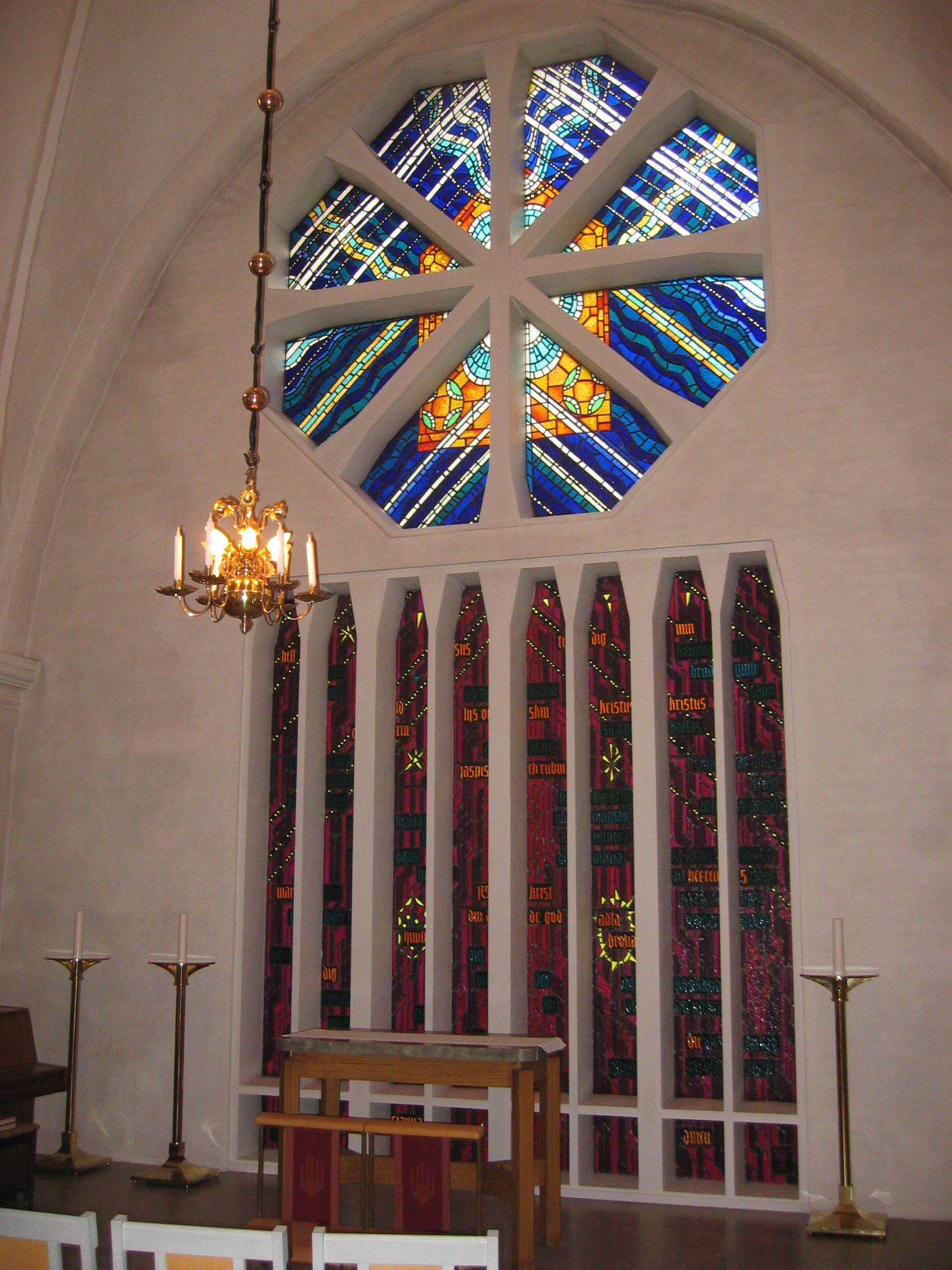
Fönster i korabsiden. "Hell morgonstjärna,mild och ren" - ett verk av Jan Brazda.
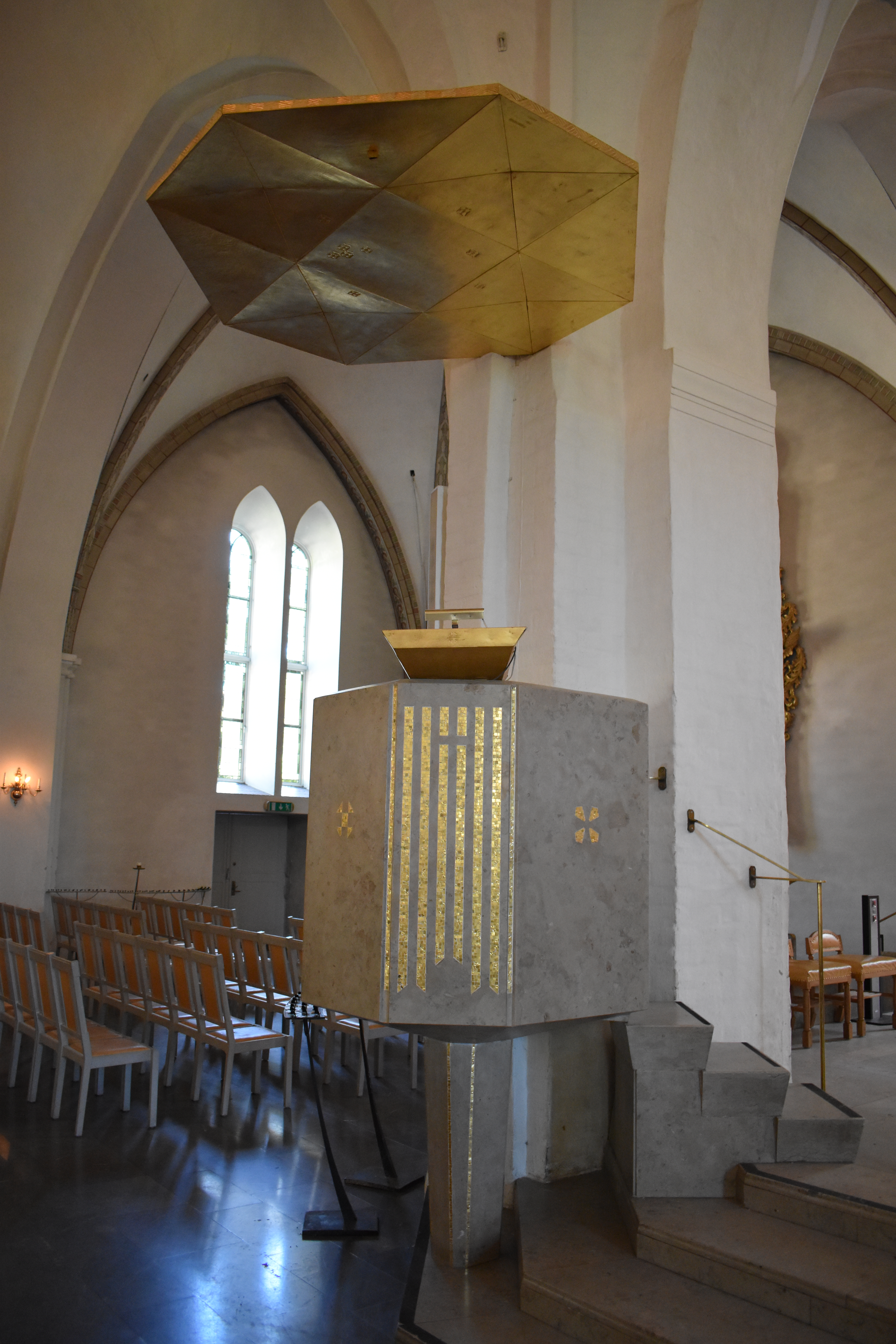
Predikstolen utförd av Jan Brazda 1959.
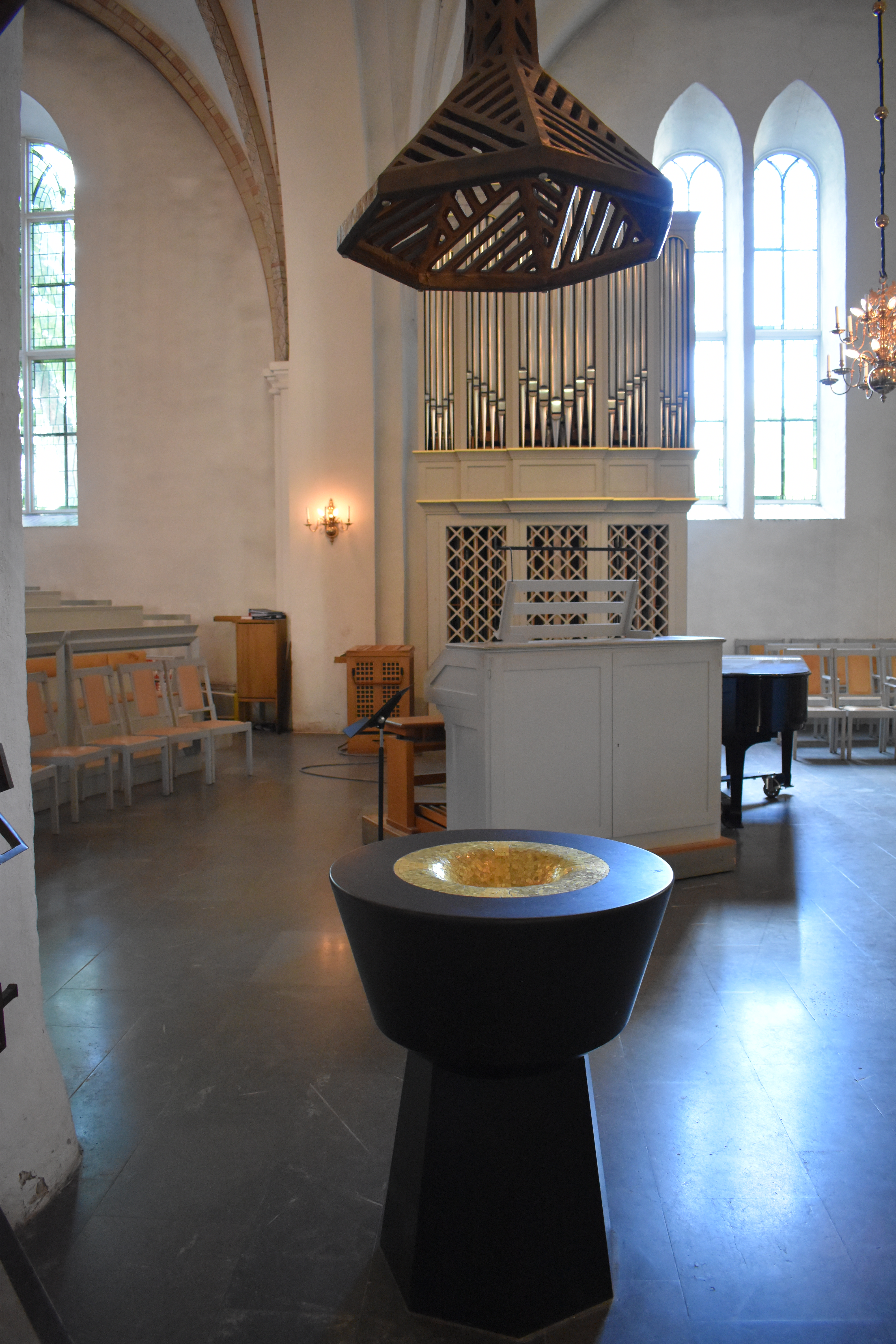
Dopfunt av Jan Brazda.
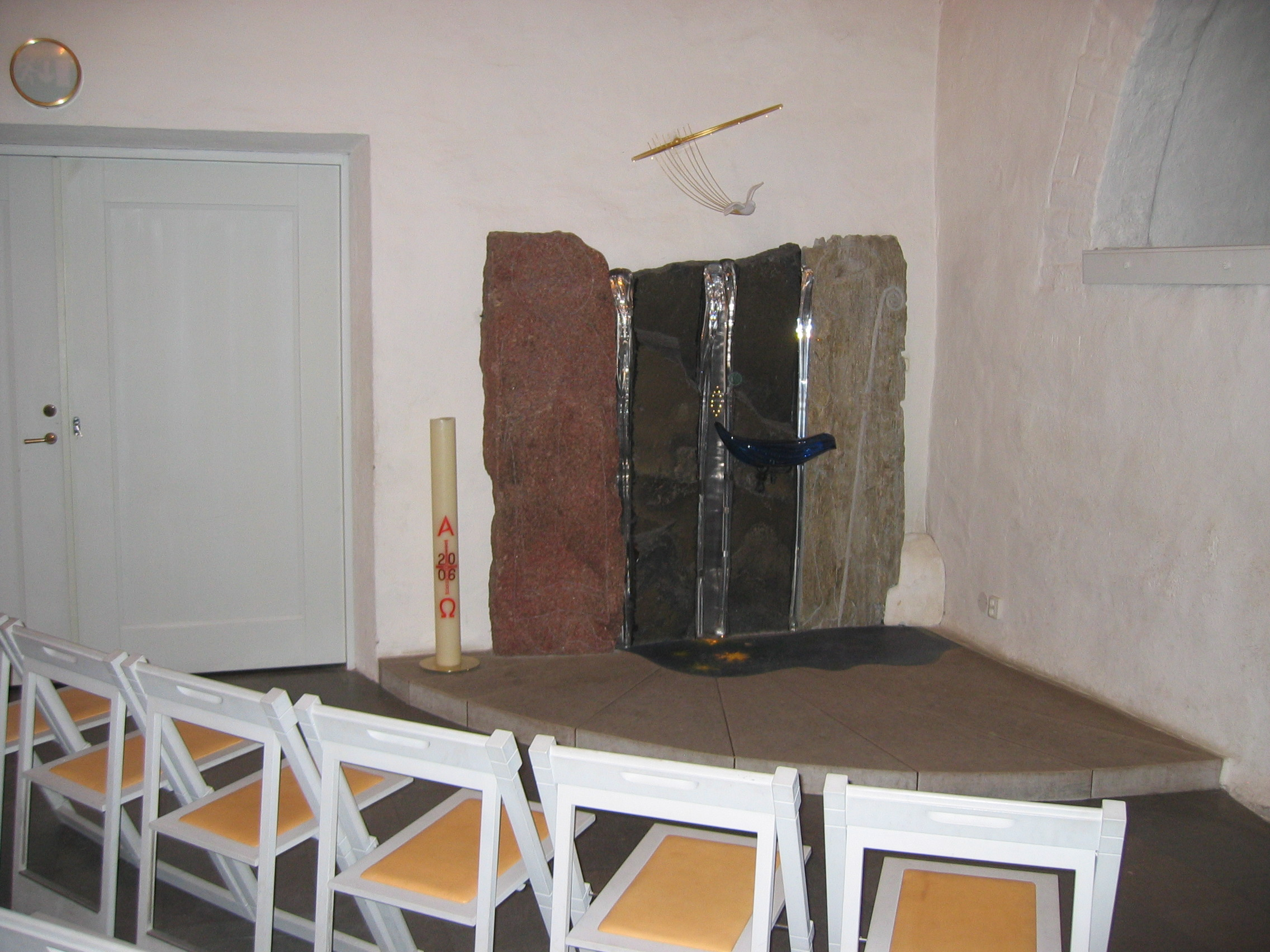
Dopfunt av Göran Wärff  i ett kapell i kyrkans sydvästra del.
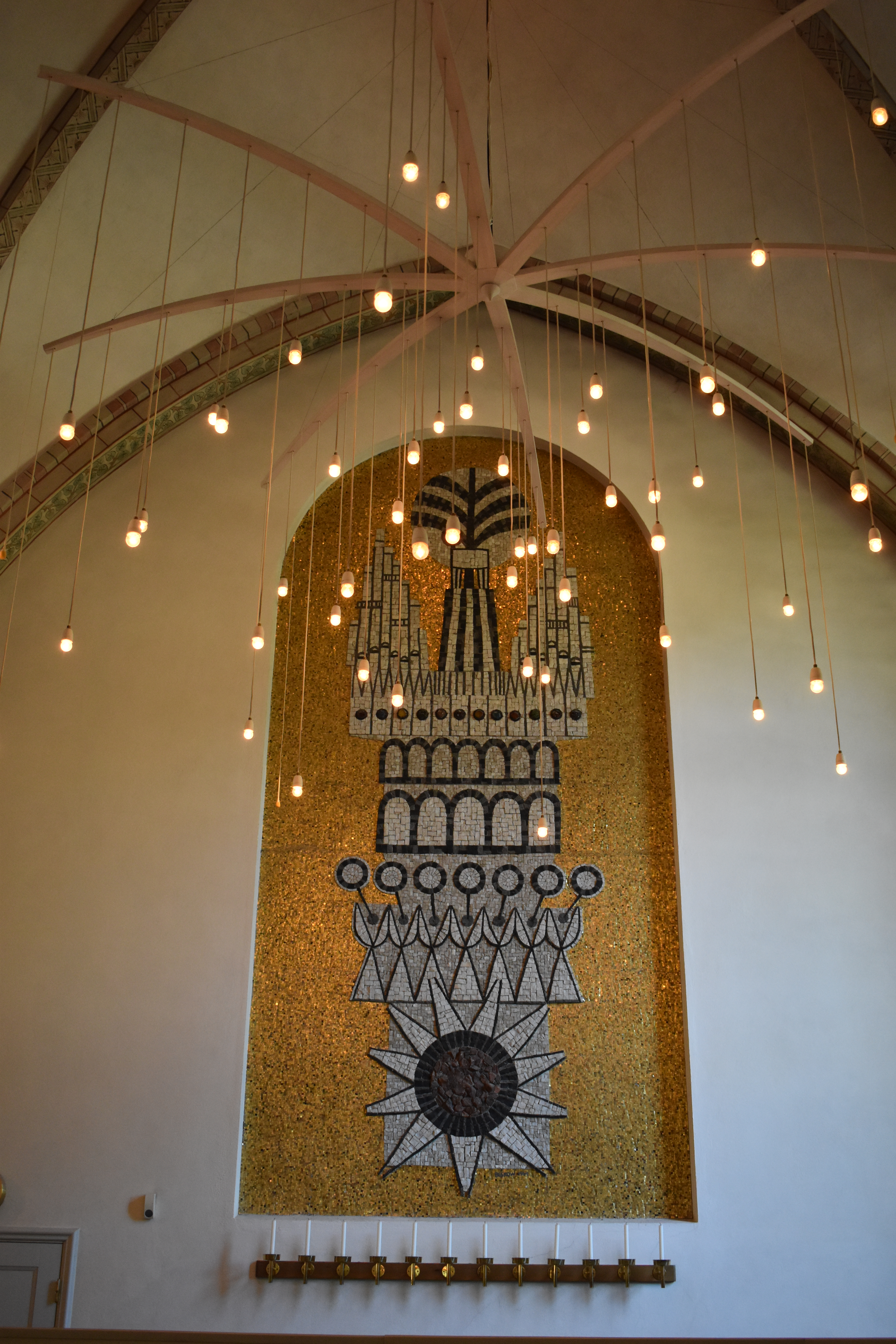
Mosaik i södra sidoskeppet. "Det himmelska Jerusalem". Bo Beskow.
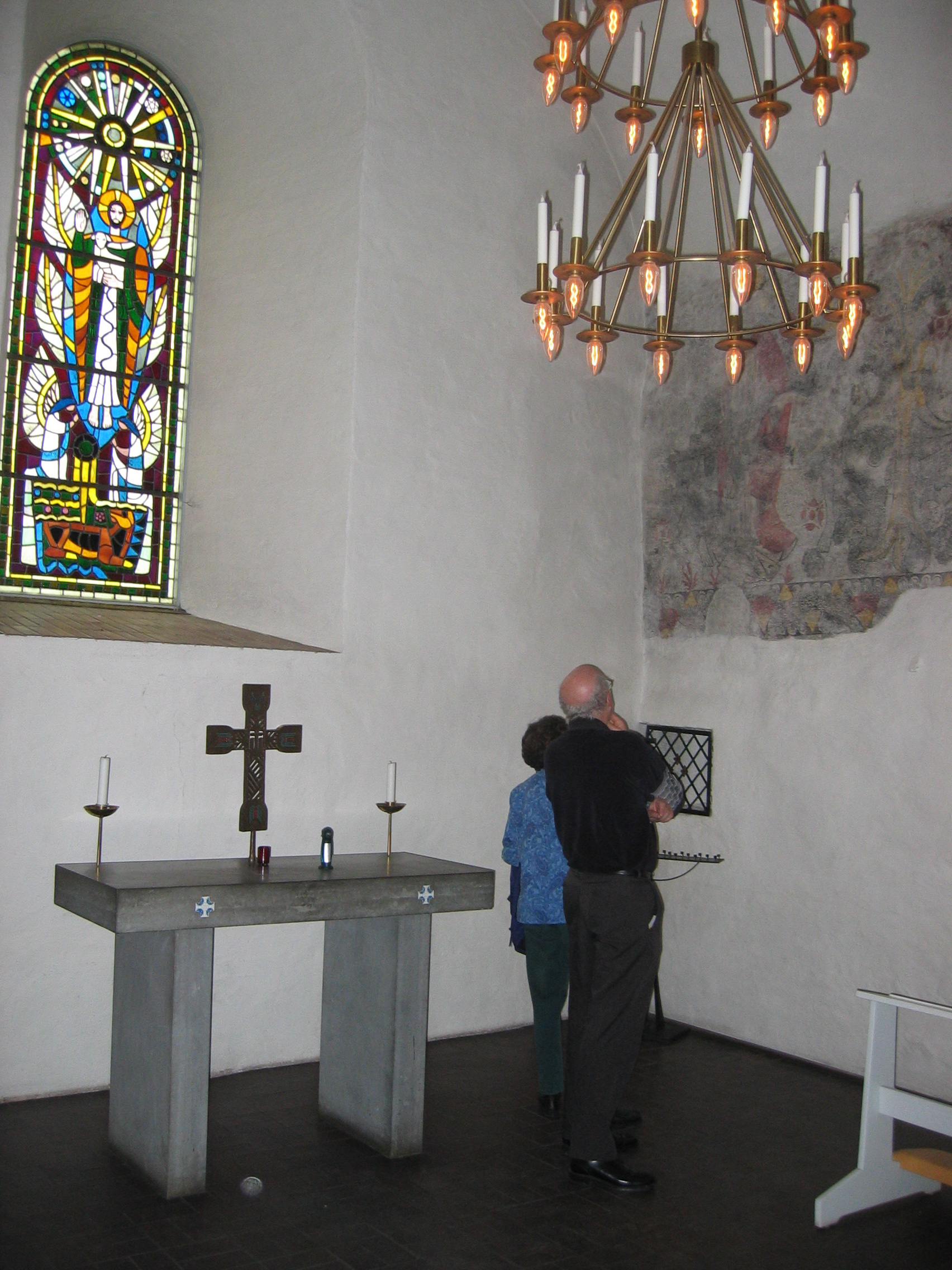
Gammalt muralmåleri i Själakoret beläget i kyrkans sydvästra del.
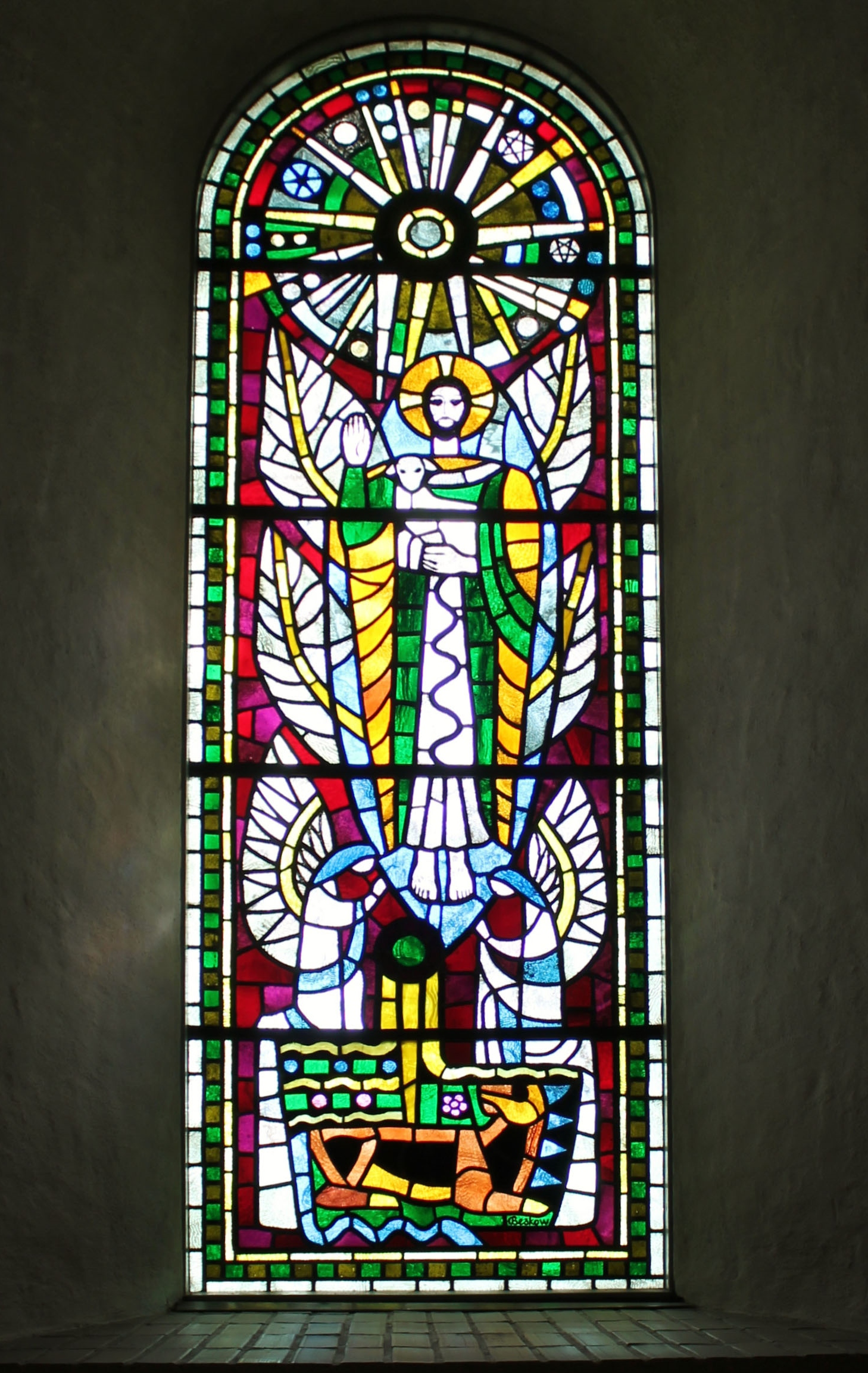
"Livets träd". Bo Beskow.
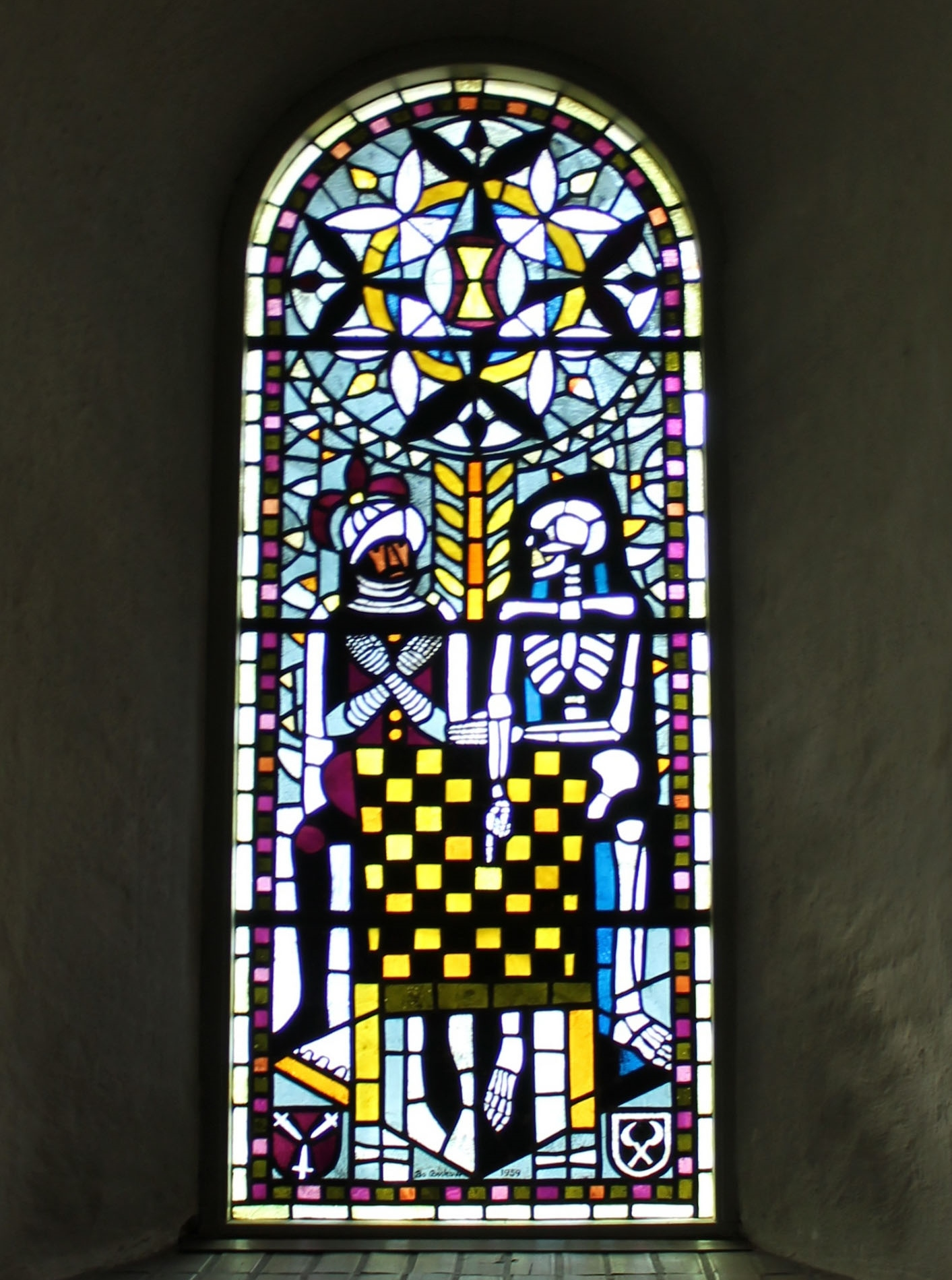
"Spelet om envar". Bo Beskow.
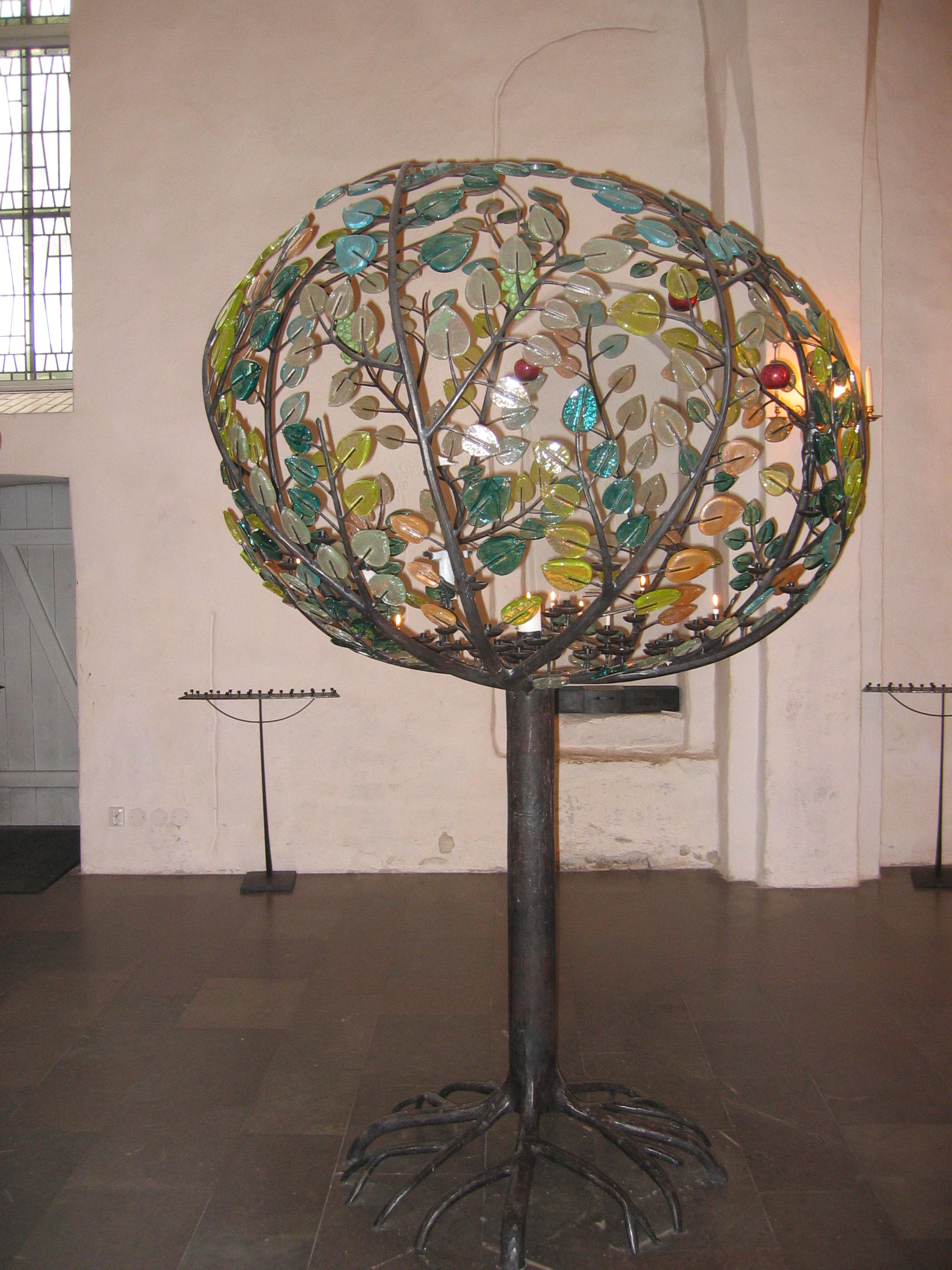
Ljusträd i smide och glas.Utfört av konstnären Erik Höglund och konstsmidaren Lars Larsson.
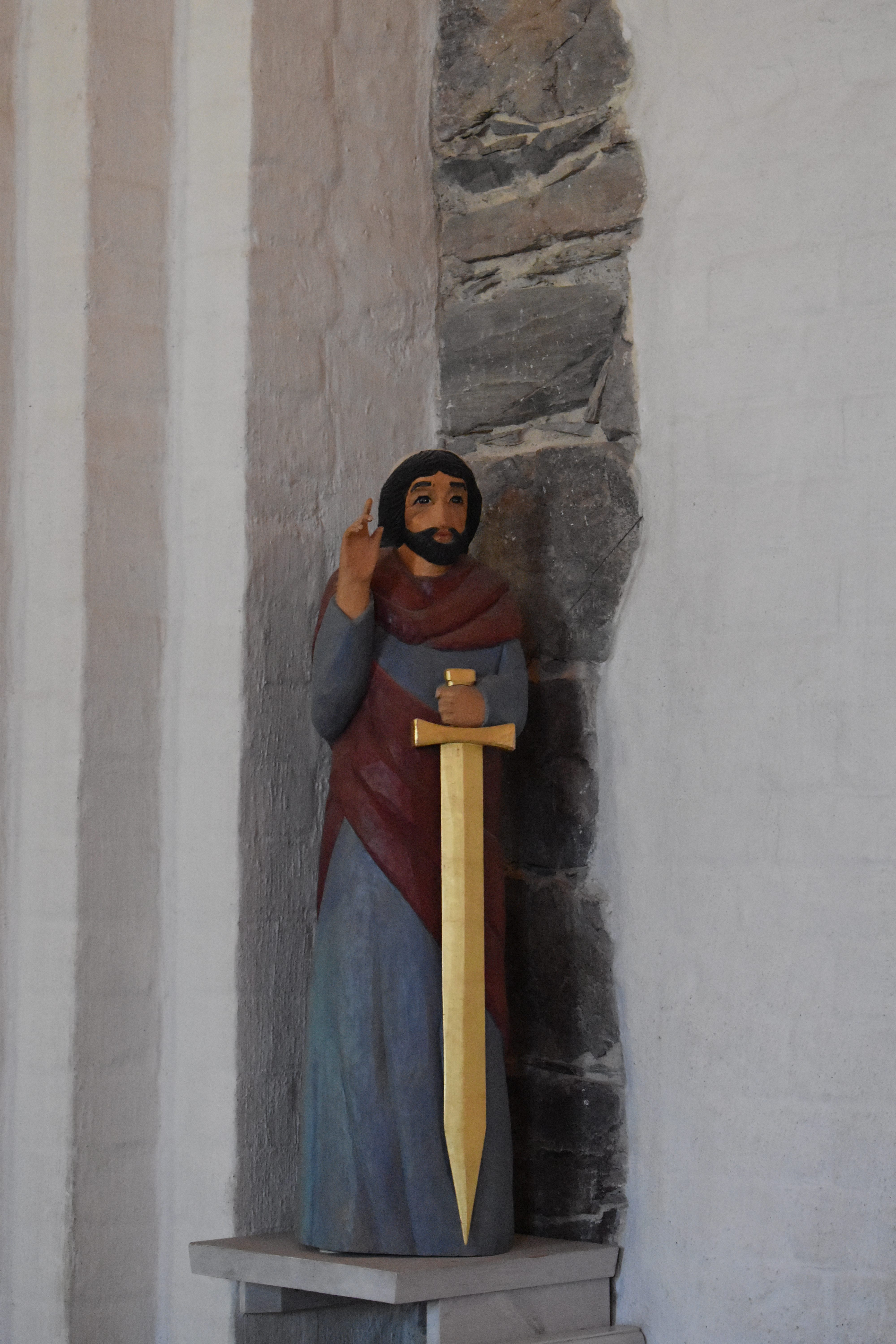
Sankt Paulus.Skulptur av konstnären Eva Spångberg.
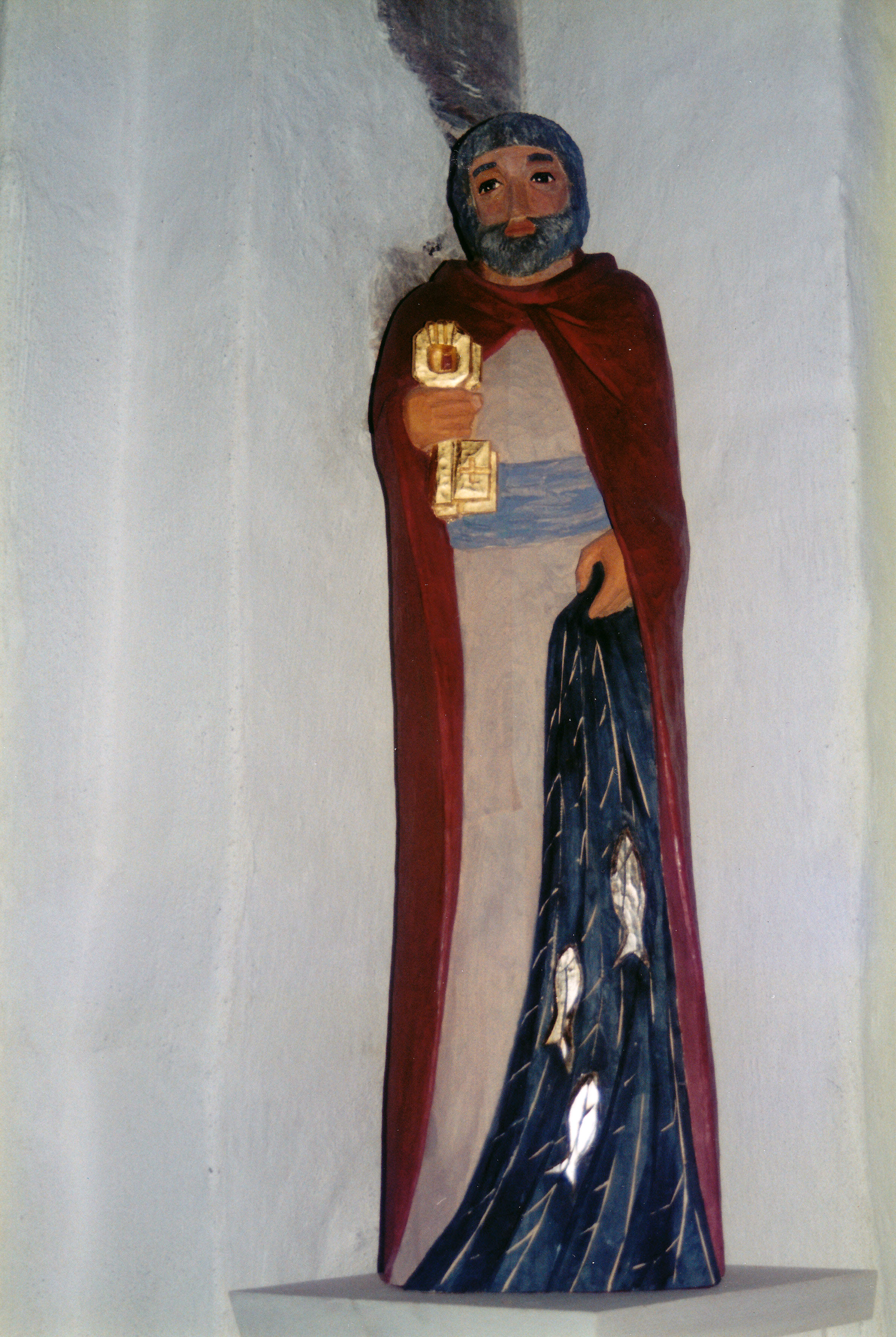
Sankt Petrus. Skulptur av konstnären Eva Spångberg.
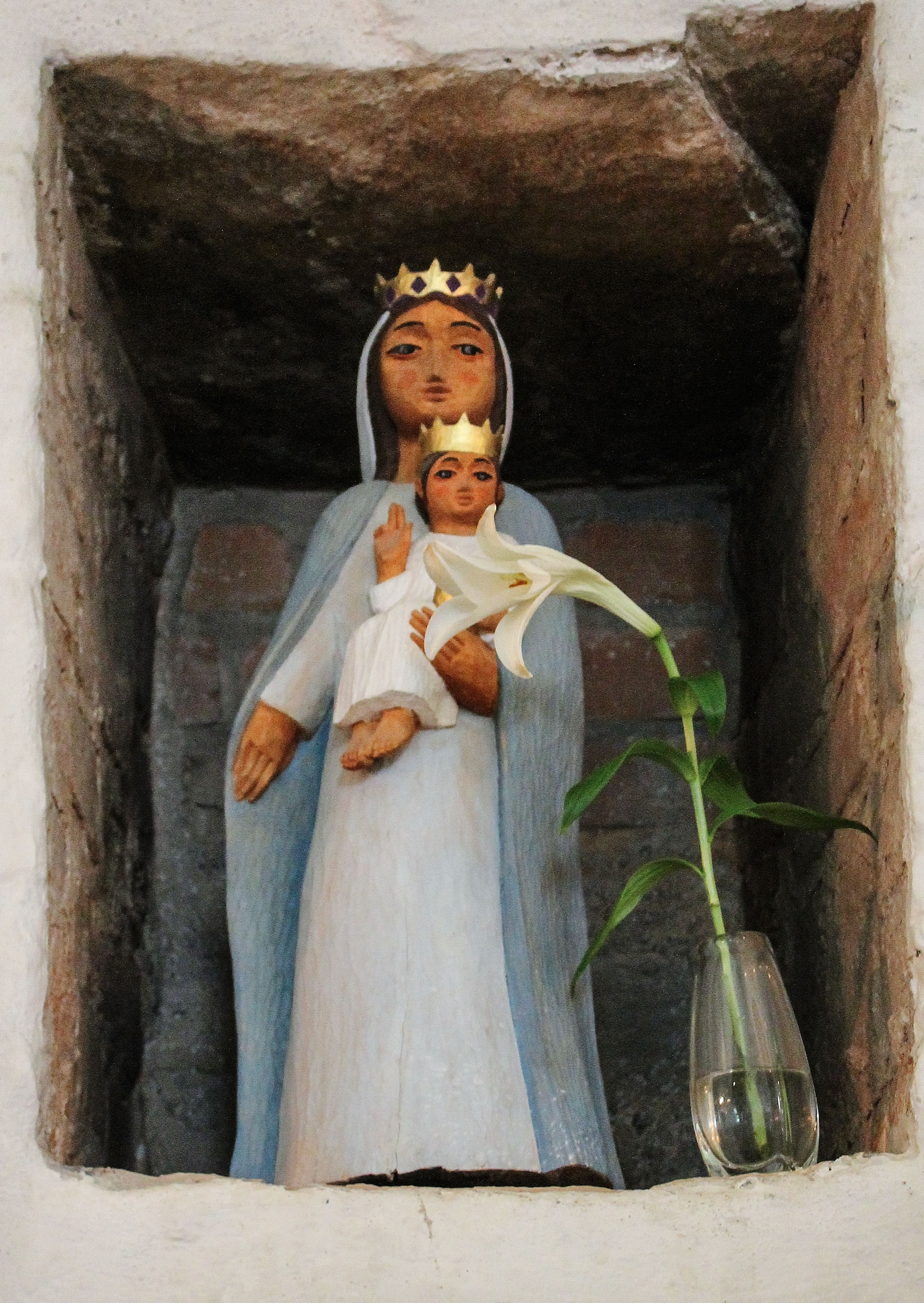
Maria med barnet.Skulptur av konstnären Eva Spångberg.